# Лидер эскадренных миноносцев

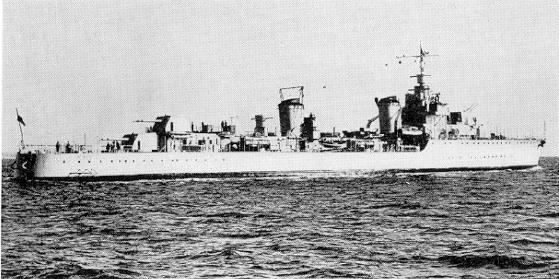
Французский контр-миноносец «Могадор»

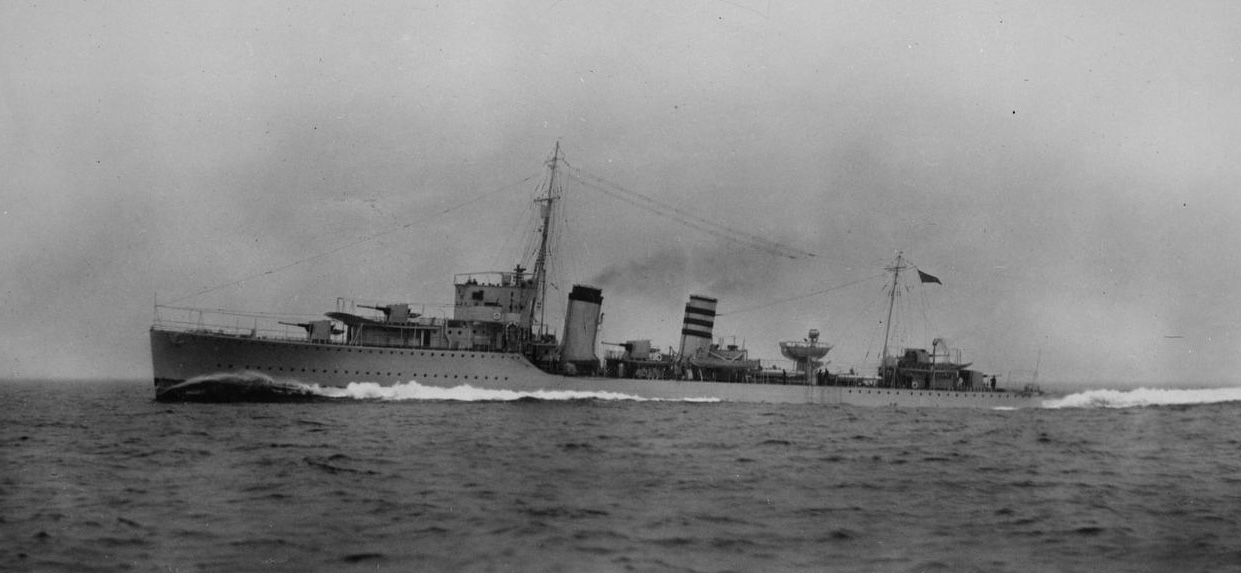
Британский лидер флотилии «Кодрингтон»

Лидер эскадренных миноносцев — подкласс торпедно-артиллерийских кораблей, существовавший в военно-морских силах ряда стран в первой половине XX века. Термин «лидер флотилии» (англ. flotilla leader) впервые появился в британском флоте в годы Первой мировой войны и обозначал крупный эсминец, приспособленный для размещения командира флотилии со своим штабом, и превосходящий обычные эсминцы размерами, скоростью и вооружением. Советская военно-морская классификация определяла лидер как корабль подкласса эсминцев, но большего водоизмещения, с большей скоростью и усиленным артиллерийским вооружением, предназначенный для вывода в атаку эсминцев.
Фактически, лидерами в отечественной военно-морской литературе традиционно называют как корабли, построенные для поддержки эсминцев и управления ими, так и боевые корабли, не предназначенные для подобных задач, например, французские «контр-миноносцы» (фр. Contre-Torpilleurs), итальянские «разведчики» (итал. Esploratori), а также крупные эсминцы, выделяющиеся своими характеристиками и именуемые в западной литературе «суперэсминцами» (англ. Super Destroyer). Таким образом, к числу лидеров причисляли небронированные торпедно-артиллерийские корабли, занимавшие промежуточное положение между эскадренными миноносцами и лёгкими крейсерами.
Кроме того, в ВМС США в 1954 год—1975 годах использовалось формальное обозначение «лидер эсминцев» (англ. Destroyer Leader) по отношению к ракетным кораблям, водоизмещением до 10 000 тонн, обычно именовавшимся фрегатами. В 1975 году в соответствии с новой классификацией кораблей ВМС США, они были разделены на два класса: ракетные крейсера и эсминцы.

## Появление лидера эскадренных миноносцев

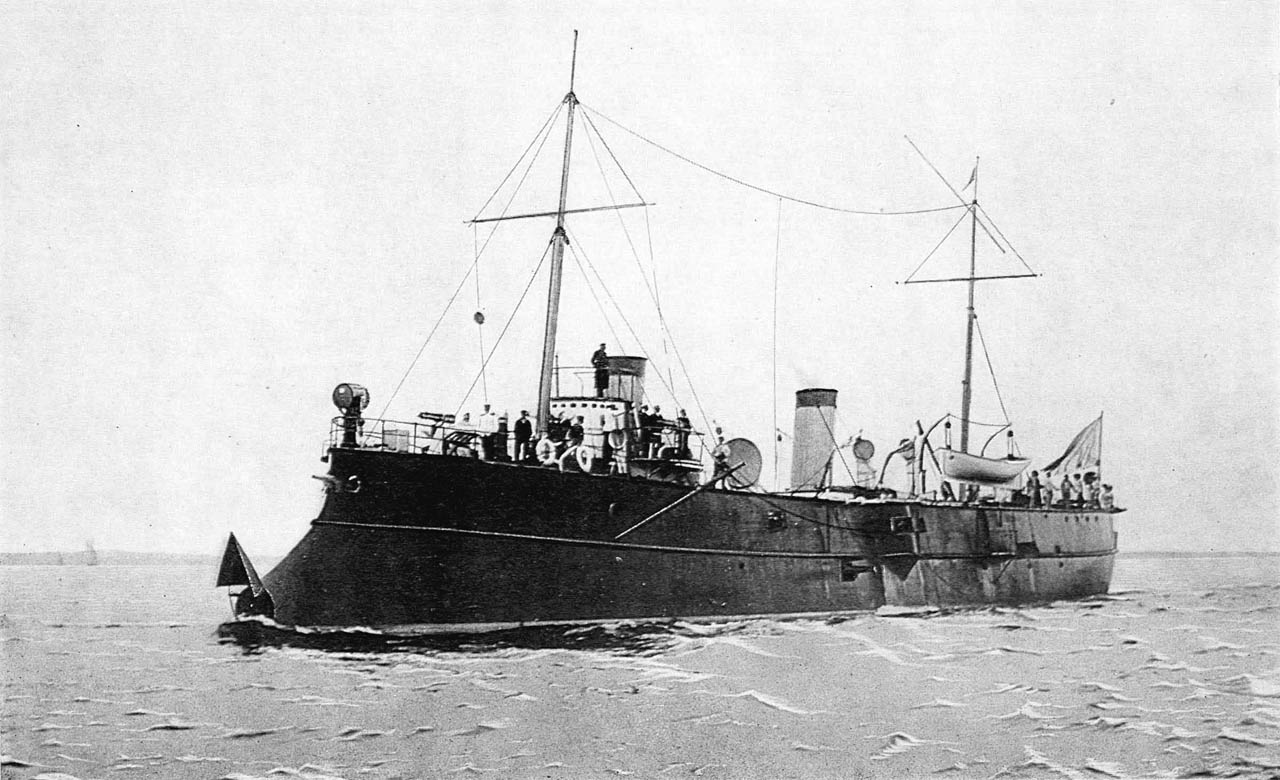
Минный крейсер «Лейтенант Ильин».

Предшественниками лидеров эсминцев стали минные крейсера, появившиеся в 1880-х годах XIX века и именовавшиеся также торпедными канонерскими лодками. Ввиду постройки большого количества миноносцев, возникла потребность в создании кораблей, более крупных и лучше вооружённых, чем миноносцы, которые они должны были эффективно уничтожать. Однако при существовавших тогда энергетических установках было невозможно создать корабль гарантированно уничтожающий миноносцы и в то же время способный их догнать, поэтому минные крейсера не получили значительного распространения. Вследствие низкой скорости они не могли и выступать в роли лидеров миноносцев.
Попытку решить эту проблему сделали в германском флоте, создав концепцию дивизионного миноносца (нем. Flottillenführerboote). Эти корабли превосходили обычные миноносцы размерами и должны были возглавлять отряд из 5-6 миноносцев, имея на борту минную мастерскую, запасные части и лазарет. Вооружением и скоростью они не превосходили миноносцы стандартного типа. В 1886—1898 годах немцы построили 10 дивизионных миноносцев четырёх разных типов, но в итоге отказались от развития этой идеи.
В 1892 году специальный комитет английского Адмиралтейства разработал требования к новой конструкции торпедно-миноносных кораблей, которые получили название «истребители миноносцев» (англ. Torpedo Boat Destroyers), впоследствии сокращённое до «истребителя» (англ. Destroyer). Начиная с 1894 года такие корабли стали строиться в большом количестве всеми ведущими морскими державами. Их водоизмещение быстро росло, скорости приближались к 30-узловой отметке, а вооружение постоянно усиливалось. К началу XX века «истребители» или контр-миноносцы заняли важное место в системе морских вооружений.
Русско-японская война не дала примеров успешных дневных атак миноносцев на крупные корабли, сохраняющие свою боеспособность. Однако быстрый прогресс в развитии торпедно-артиллерийских кораблей делал такую перспективу реальной. Ввиду этого возникла необходимость в быстроходных кораблях, более крупных, чем миноносцы, которые могли бы выполнять следующие функции:
- Служить флагманом флотилий эсминцев;
- Выводить свои эсминцы в торпедную атаку;
- Бороться с вражескими эсминцами[10].

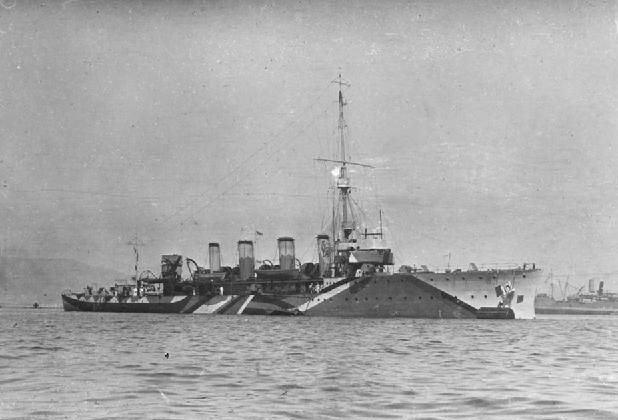
Крейсер-скаут «Эдвенчур».

В начале XX века британский флот попытался возложить задачи лидеров эсминцев на новый подкласс боевых кораблей — крейсера-скауты. Эти корабли задумывались как разведчики при эскадре, но поскольку столь узкая специализация казалась нерациональной, на них также возложили задачу совместных действий с эсминцами, вывод их в атаку и борьбу с эсминцами неприятеля. Считалось, что этим кораблям не потребуется особенно сильного вооружения, но будет необходимо иметь высокую скорость. Скауты оснащались энергетическими установками миноносного типа, имели сходные конструктивные особенности, и по сути, представляли собой сильно увеличенные эсминцы. Особо подчёркивалась необходимость размещения на крейсерах-скаутах штаба флотилии эсминцев.
В 1905 году Королевский флот пополнили восемь крейсеров-скаутов, принадлежавших к четырём разным типам — «Сентинел» (англ. Sentinel), «Форвард» (англ. Forward) и «Патфайндер» (англ. Pathfinder), «Эдвенчур» (англ. Adventure). Все эти корабли имели водоизмещение менее 3000 тонн, крайне слабую броневую защиту, вооружение из десяти 76-мм пушек и скорость 25 узлов, которую обеспечивали паровые машины. Появление паровых турбин дало надежду на повышение скорости скаутов, поэтому их строительство продолжилось. В 1909-1911 годах флоту были поставлены по две единицы крейсеров-скаутов типов «Бодицея» (англ. Boadicea) и «Блонд» (англ. Blonde), а в 1911-1913 годах ещё три скаута типа «Эктив» (англ. Active). Несмотря на применение паровых турбин, скорость новых скаутов осталась на прежнем уровне, так как выросло водоизмещение, а артиллерия теперь имела калибр 102 мм.

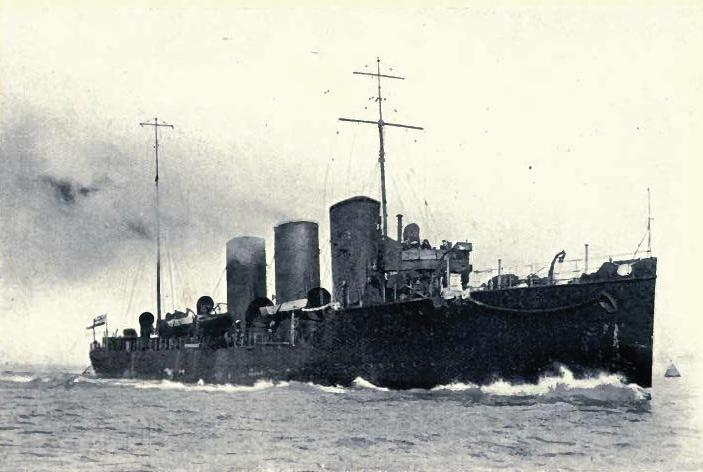
Суперэсминец «Свифт».

Пока наиболее современными эсминцами флота оставались корабли типа «Ривер» (англ. River) со скоростью 25 узлов, это казалось приемлемым. Но с 1907 года в строй начинают вступать эсминцы типов «Трайбл» (англ. Tribal), «Ашерон» (англ. Asheron), «Акаста» (англ. Acasta), «Лафорей» (англ. Laforey), имевшие скорость около 30 узлов и более и вооружённые 102-мм орудиями. Крейсера-скауты теперь не успевали за эсминцами, а поддерживать их они могли лишь числом орудий, но не калибром. В результате, хотя британские скауты вызвали подражания во флотах Италии, Австро-Венгрии и США, Королевский флот рассматривал крейсера-скауты как явно неудачный проект.
Адмирал Д. Фишер, занимавший в то время пост Первого морского лорда, был противником малых крейсеров, считая, что они становятся небоеспособны в штормовую погоду, так как не могли эффективно применить свою артиллерию. Согласно его взглядам, флот должен был состоять из линкоров-дредноутов, линейных крейсеров и крупных, мореходных эсминцев. По его настоянию в 1906 году был заложен «суперэсминец» «Свифт» (англ. Swift), который должен был стать прообразом будущих торпедно-артиллерийских кораблей британского флота. Этот корабль полным водоизмещением около 2400 тонн нёс четыре 102-мм орудия и два однотрубных 450-мм торпедных аппарата. «Свифт» был сконструирован в присущем Фишеру волюнтаристском стиле и был признан неудачным кораблём. Вооружение оказалось слабым для его размеров и, хотя мощные турбины разгоняли эсминец до 35 узлов, радиус его действия был очень ограничен, а стоимость не позволяла рассчитывать на серийную постройку. В итоге попытка совершить резкий качественный скачок не удалась и «Свифт» превратился в «белого слона» британского флота. С началом Первой мировой войны этот корабль стал лидером флотилии эсминцев. Согласно распространённому в военно-морской литературе мнению, именно «Свифт» может быть назван первым представителем подкласса «лидер эскадренных миноносцев».
Попытка развить проект «Свифта» была предпринята в 1911 году в ходе работы Крейсерского комитета (англ. Cruiser Committee), учреждённого У. Черчиллем. Одной из задач этого комитета была выработка нового типа малого крейсера, пригодного как для разведки, так и для лидирования эсминцев. Д. Фишер энергично поддерживал предложение построить Super Swift, с вооружением из шести 102-мм орудий и скоростью 37 узлов. Однако под давлением У. Черчилля и флотских адмиралов во главе со вторым флагманом британского Флота метрополии вице-адмиралом Дж. Джеллико было принято решение развивать проект Super Active, в итоге ставший типом «Аретьюза».

## Лидеры и суперэсминцы Первой мировой войны

### Лидеры флотилии Великобритании

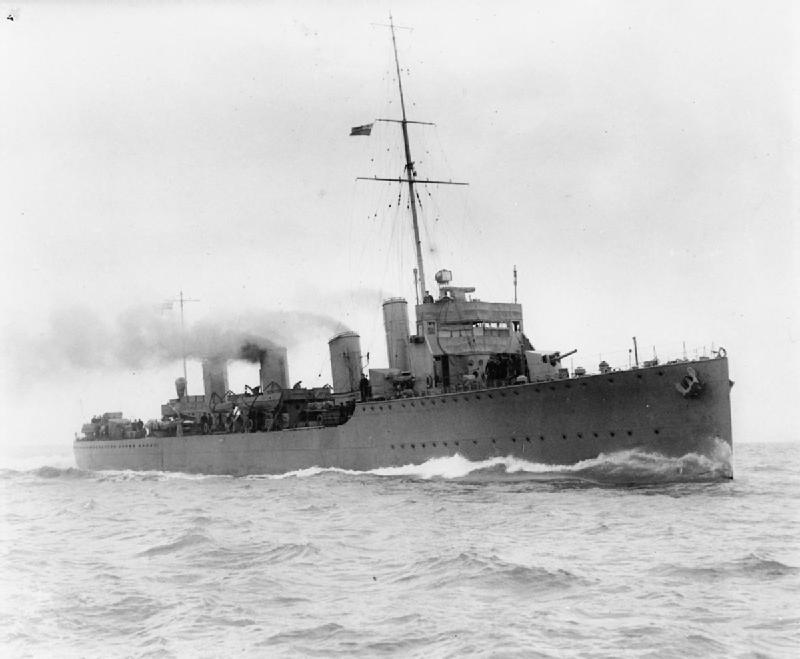
Лидер флотилии «Бота» типа «Фолкнор».

Потерпев неудачу с крейсерами-скаутами и считая чрезмерным расточительством использование в качестве лидеров эсминцев лёгких крейсеров типа «Аретьюза», командование Королевского флота пришло к решению о разработке лидера флотилии на базе стандартного эсминца. Требования к новому классу оказались противоречивыми. С одной стороны желали получить корабль, более быстроходный, живучий и сильнее вооружённый, чем эсминцы, с удобными помещениями для командования, с другой, лидеры должны были быть дешёвыми.
Первыми серийными лидерами британского флота стали корабли типа «Лайтфут» (англ. Lightfoot). Будучи заметно крупнее современных им эсминцев, они несли четыре 102-мм орудия вместо трёх, а также имели заметно лучшую мореходность. Однако скорость лидеров не только не превосходила, но даже уступала скорости эсминцев. Семь единиц этого типа вошли в состав флота в 1916—1917 годах. Несмотря на явно неудачный опыт британцы почти сразу ввели в 1916—1917 годах состав ещё шесть очень похожих лидеров типа «Гренвилл» (англ. Grenville). Будучи несколько больше предшественников, они имели улучшенную мореходность и линейно-возвышенное расположение носовых орудий.

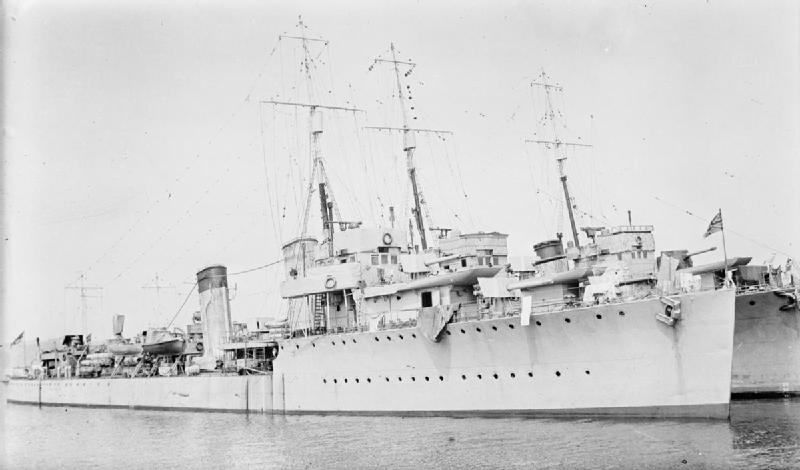
Лидер флотилии «Шекспир».

Гораздо более удачными оказались четыре лидера типа «Фолкнор» (англ. Faulknor). Заказанные чилийским флотом, они строились на британских верфях и предназначались для выполнения задач, скорее присущих лёгким крейсерам. С началом войны британский флот принудительно выкупил эти корабли и ввёл в свой состав. Хотя скорость «фолкноров» не была выдающейся, они несли шесть 102-мм орудий, причём носовую пару заменили в конце войны на 120-мм орудия.
Неудовлетворённое характеристиками своих лидеров Адмиралтейство заказало пять единиц нового типа, с условием снижения стоимости. Получившийся проект действительно оказался заметно дешевле, мореходнее и нёс четыре 102-мм орудия. В результате, новый проект был переклассифицирован в эсминцы типов V и W и заказан в количестве 106 единиц. Лидеры этих эсминцев должны были стать крупнее и явно мощнее, тем более, что поступили сведения о строительстве в Германии эсминцев нового типа с мощной артиллерией.
Наиболее удачными британскими лидерами оказались корабли типа «Шекспир» (англ. Shakespeare), разработанные в инициативном порядке компанией «Торникрофт». Оснащённые пятью 120-мм орудиями, они серьёзно превосходили стандартные эсминцы по огневой мощи и отличались высокой скоростью. Компании заказали семь кораблей, из которых в строй вошли пять. Ещё десять кораблей проекта было заказано другим компаниям как тип «Скотт» (англ. Scott), из которых флот пополнили восемь. Корабли обоих типов вступали в строй в 1917—1919 и даже 1925 годах и серьёзного участия в Первой мировой войне принять не успели. Тем не менее, по совокупности характеристик корабли проекта «Шекспир»/«Скотт» оказались лучшими лидерами Первой мировой войны и заметно повлияли на дальнейшее развитие всего класса эсминцев.
| Сравнительные ТТХ лидеров ВМС Великобритании периода Первой мировой войны |                                  |                                  |                                  |                                  |                                  |
| Тип                                                                       | «Лайтфут»                        | «Гренвилл»                       | «Фолкнор»                        | «Шекспир»                        | «Скотт»                          |
| Построено единиц                                                          | 7                                | 6                                | 4                                | 7                                | 8                                |
| Водоизмещение, стандартное/полное, т                                      | 1440/1700                        | 1660—1673/1900                   | 1610/2000                        | 1554/2009                        | 1580/2050                        |
| Артиллерийское вооружение                                                 | 102-мм/45 — 4 × 1, 40-мм — 2 × 1 | 102-мм/45 — 4 × 1, 40-мм — 2 × 1 | 102-мм/45 — 6 × 1, 20-мм — 1 × 1 | 120-мм/45 — 5 × 1, 76-мм — 1 × 1 | 120-мм/45 — 5 × 1, 76-мм — 1 × 1 |
| Торпедное вооружение                                                      | 4 × 1 — 533-мм ТА                | 2 × 2 — 533-мм ТА                | 2 × 2 — 533-мм ТА                | 2 × 3 — 533-мм ТА                | 2 × 3 — 533-мм ТА                |
| Энергетическая установка                                                  | паротурбинная, 36 000 л. с.      | паротурбинная, 36 000 л. с.      | паротурбинная, 30 000 л. с.      | паротурбинная, 39 000 л. с.      | паротурбинная, 40 000 л. с.      |
| Максимальная скорость, узлов                                              | 34,5                             | 34                               | 31                               | 36                               | 36                               |
| Дальность плавания, мили                                                  | 4290(15)                         | н/д                              | 4205(15)                         | 5000(15)                         | 5000(15)                         |

### Скауты Италии
Перед Первой мировой войной итальянский флот испытывал большую нужду в быстроходных разведчиках. Сначала проблему попытались решить с помощью скаутов крейсерского класса. В 1913—1914 годах флот получил три таких корабля — одиночный «Куарто» (итал. Quarto) и пару типа «Нино Биксио» (итал. Nino Bixio). Однако если первый показал себя хорошо, то серийные скауты имели серьёзные проблемы с энергетической установкой и не могли развивать контрактную скорость. С учётом финансовых проблем, итальянцы решили разработать новую серию скаутов на базе эсминца. При этом на их предпочтения серьёзно повлиял британский «Свифт», который оценивался как идеальный разведчик для Адриатического моря.

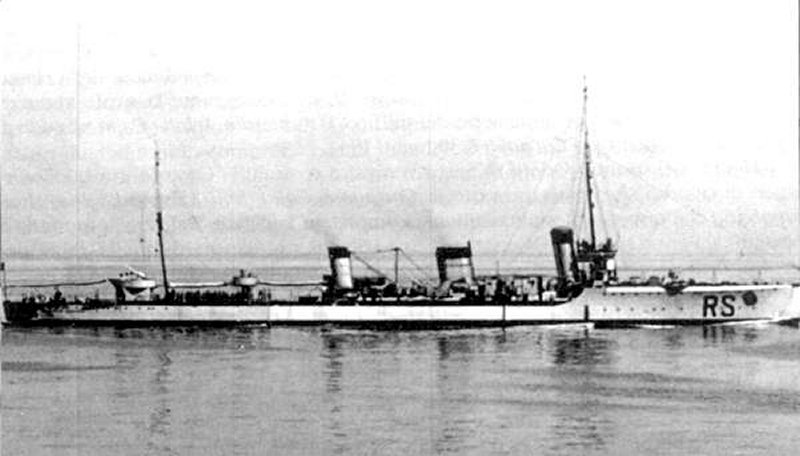
Лёгкий скаут «Чезаре Россарол» типа «Алессандро Поэрио»

Первыми лидерами итальянского флота стали корабли типа «Алессандро Поэрио» (итал. Alessandro Poerio), заложенные в 1913 году и вступившие в строй в 1915 году. Тройка лидеров официально именовалась «лёгкими разведчиками» (итал. Esploratore Leggero), что отражало их основное предназначение, по взглядам командования флота. При умеренном водоизмещении они лишь незначительно превосходили по скорости современные им итальянские эсминцы, но несли заметно более сильную артиллерию из шести 102-мм орудий.
Следующим этапом развития разведчика должен был стать безбронный крейсер, но высокая стоимость вынудила обратиться к более умеренным проектам. В 1916—1917 году флот получил три лидера типа «Карло Мирабелло» (итал. Carlo Mirabello). При солидном для своего времени водоизмещении они развивали высокую скорость, и должны были нести по проекту восемь орудий калибра 102 мм. Однако нехватка быстроходных крейсеров привела к замене носовой пары орудий на одно 152-мм. Вынужденное решение оказалось неудачным, так как орудие было слишком тяжёлым для лидеров и не отличалось высокой скорострельностью. Несмотря на это, итальянские моряки были довольны новыми кораблями и пожелали получить ещё пять единиц, но их строительство не началось вследствие экономических трудностей.
Кроме того, итальянский флот реквизировал строившиеся на итальянских верфях по заказу Румынии четыре крупных эсминца и в 1917—1920 годах ввёл их в свой состав как лидеры типа «Аквила» (итал. Aquila). Несколько меньшие, чем «Карло Мирабелло» корабли предполагалось вооружить 120-мм орудиями, но дефицит лёгких крейсеров вынудил установить на них три 152-мм орудия, дополненных четырьмя 76-мм. 152-мм артиллерия оказалась слишком тяжёлой для лидеров и уже после окончания Первой мировой войны их перевооружили на единый калибр 120-мм.
| Сравнительные ТТХ лидеров ВМС Италии периода Первой мировой войны |                             |                                     |                                     |
| Тип                                                               | «Алессандро Поэрио»         | «Карло Мирабелло»                   | «Аквила»                            |
| Построено единиц                                                  | 3                           | 3                                   | 4                                   |
| Водоизмещение, стандартное/полное, т                              | 1028/1216                   | 1784/1972                           | 1594/1733                           |
| Артиллерийское вооружение                                         | 102-мм/35 — 4 × 1           | 102-мм/35 — 8 × 1, 76-мм/40 — 2 × 1 | 152-мм/40 — 3 × 1, 76-мм/40 — 4 × 1 |
| Торпедное вооружение                                              | 2 × 2 — 450-мм ТА           | 2 × 2 — 450-мм ТА                   | 2 × 2 — 450-мм ТА                   |
| Энергетическая установка                                          | паротурбинная, 20 000 л. с. | паротурбинная, 44 000 л. с.         | паротурбинная, 40 000 л. с.         |
| Максимальная скорость, узлов                                      | 31,5                        | 35                                  | 34                                  |
| Дальность плавания, мили                                          | 2100 на 13 узлах            | 2300 на 12 узлах                    | 1700 на 15 узлах                    |

### Суперэсминцы и лидеры других стран

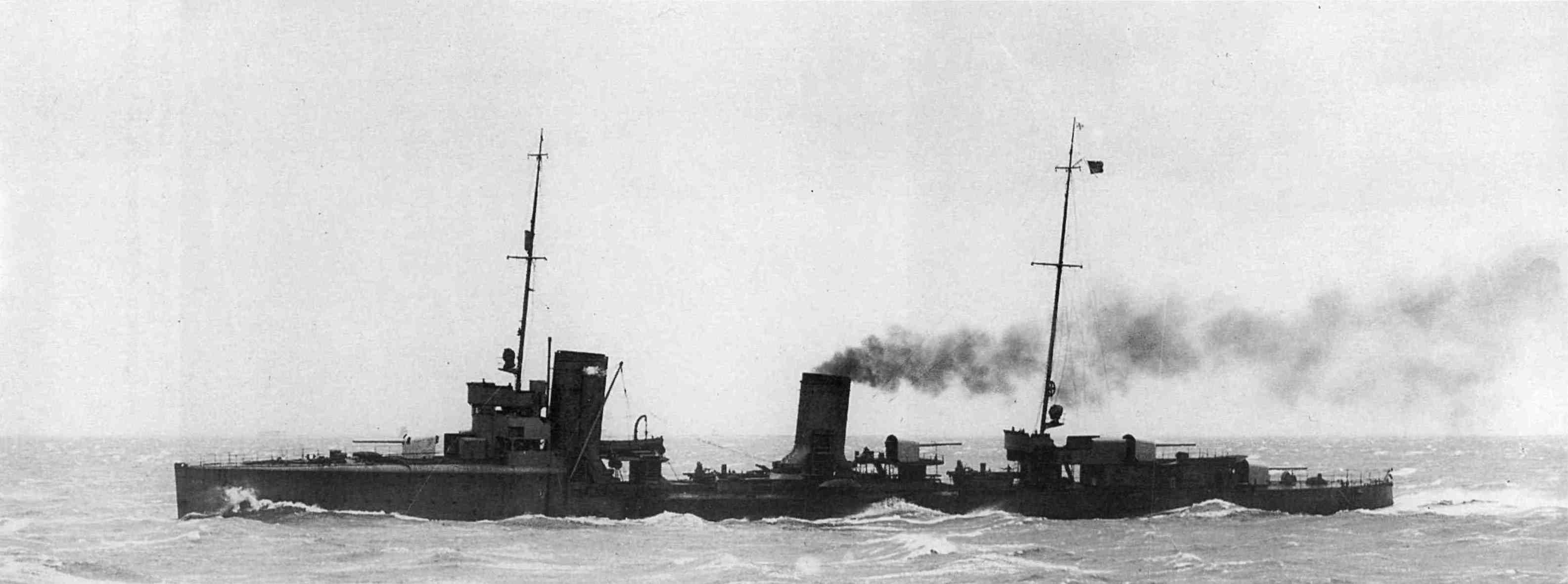
Суперэсминец S-113.

Другие воюющие в Первой мировой войне державы не строили специализированных лидеров, однако ряд из них создал или проектировал корабли, заслуживающие быть названными суперэсминцами.
Начиная с 1913 года Российский императорский флот начал получать эсминцы типа «Новик». Весьма удачные для своего времени корабли обладали сильным торпедно-артиллерийским вооружением и использовались для решения самых разнообразных задач. Так «Новик», головной корабль проекта, в начале войны успешно действовал в качестве своеобразного суперэсминца. Эсминцы этого типа не боялись вступать в артиллерийский бой даже с крейсерами и в первые два года Первой мировой войны явно превосходили германские эсминцы.
В ходе боевых действий выявилась большая значимость артиллерийского вооружения, поэтому в России в ходе постройки эсминцев типа «Изяслав» в проект были внесены изменения и на корабли установили по пять 102-мм орудий. Эти корабли вполне могут быть названы лидерами, хотя в российском флоте такого класса не существовало. Всего было заложено пять кораблей типа «Изяслав», до конца войны в строй успели ввести два. С учётом тенденций морской войны и отсутствием в составе флота современных лёгких крейсеров, командующий Балтийским флотом вице-адмирал А. И. Непенин потребовал создать суперэсминец, вооружённый 130-мм орудиями. В 1917 году проект такого корабля был подготовлен, но подвергнут серьёзной критике. Приход к власти большевиков положил конец этим работам.
В начале войны выявилась слабость артиллерийского вооружения немецких эсминцев, которые проектировались как корабли более торпедные, нежели артиллерийские и имели лишь пушки калибра 88 мм, против британских и русских 102-мм. В результате, новые немецкие эсминцы стали вооружатся 105-мм орудиями. После получение разведывательных данных о строительстве в Великобритании лидеров с артиллерией калибра 120 мм, немецкое военно-морское руководство решило приступить к постройке очень крупных эсминцев, которые получили бы решающее огневое преимущество перед противником.
К середине войны Флот открытого моря стал испытывать нехватку эффективных кораблей для дальней разведки. Поэтому было решено создать эсминцы со 150-мм артиллерией, которые имели бы могли справиться с любым эсминцем или лидером противника и уйти от вражеских крейсеров. По программе 1916 года были заказаны эсминцы, известные как S-113, а также практически однотипные им V-116 — всего 12 единиц. Темпы строительства надводных кораблей в Германии заметно снизились в конце войны, поэтому в строй успели ввести лишь два головных эсминца — S-113 и V-116. В боевых действиях они принять участие не успели и после поражения Германии были переданы соответственно Франции и Италии.
Японский императорский флот, внимательно следивший за всеми тенденциями морской войны, также пожелал обзавестись лидерами. Но в качестве таковых, он предпочёл малые крейсера типа «Тэнрю» (яп. 天龍). Быстроходные, но очень слабо вооружённые, по крейсерским стандартам, они, тем не менее, имели бортовую броню и явно превосходили в боевой устойчивости лидеры, созданные на основе эсминцев. В строй они вошли уже после войны, в 1919 году.
| Сравнительные ТТХ суперэсминцев и лидеров ВМС Германии, России и Японии периода Первой мировой войны |                             |                                       |                                     |
| Тип                                                                                                  | S-113                       | «Изяслав»                             | «Тэнрю»                             |
| Построено единиц                                                                                     | 2                           | 3                                     | 2                                   |
| Водоизмещение, стандартное/полное, т                                                                 | 2060/2415                   | 1350/1570                             | 3948/4350                           |
| Артиллерийское вооружение                                                                            | 150-мм/45 — 4 × 1           | 102-мм/60 — 5 × 1, 63,5-мм/40 — 1 × 1 | 140-мм/50 — 4 × 1, 80-мм/40 — 1 × 1 |
| Торпедное вооружение                                                                                 | 2 × 3 — 533-мм ТА           | 3 × 3 — 450-мм ТА                     | 2 × 4 — 533-мм ТА                   |
| Энергетическая установка                                                                             | паротурбинная, 56 000 л. с. | паротурбинная, 32 700 л. с.           | паротурбинная, 51 000 л. с.         |
| Максимальная скорость, узлов                                                                         | 36,9                        | 35                                    | 33                                  |
| Дальность плавания, мили                                                                             | 2500 на 20 узлах            | 1568 на 16 узлах                      | 5800 на 10 узлах                    |

## Лидеры эсминцев в Первой мировой войне
Идея использования эсминца с усиленным вооружением для вывода «стандартных» эсминцев в атаку не подтвердилась в ходе Первой мировой войны. Фактически, в качестве лидеров флотилий эсминцев с успехом применялись лёгкие крейсера. Морские сражения Первой мировой войны наглядно показали, что наилучшим лидером эсминцев является быстроходный крейсер. Даже малый крейсер был значительно сильнее, чем несколько эсминцев, так как представлял собой гораздо более устойчивую орудийную платформу и имел лучшую систему управления огнём.

## Лидеры в межвоенный период
На развитие класса эсминцев в межвоенный период существенно повлиял Лондонский морской договор 1930 года. Этим документом устанавливалось стандартное водоизмещение эсминца в 1500 тонн. При этом оговаривалось, что не более 16 % от общей численности эсминцев могут составить корабли с водоизмещением до 1850 тонн. Калибр артиллерии не должен был превышать 130 мм. Договор также устанавливал общий тоннаж кораблей этого класса в ВМС держав, подписавших договор. США и Великобритания имели право построить эсминцев в пределах 150 000 тонн, Япония — 105 000 тонн. Франция и Италия отказались подписать договор прежде всего из-за несогласия по этому вопросу.

### Лидеры флотилии Великобритании

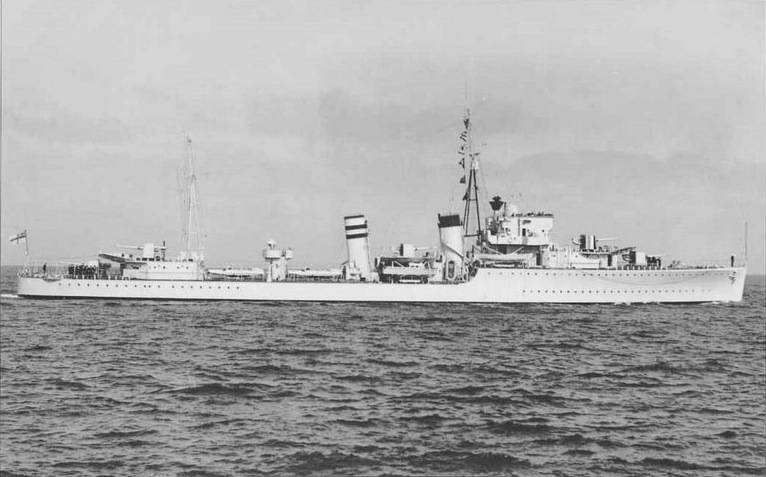
Лидер флотилии «Харди».

После окончания Первой мировой войны строительство эсминцев для британского флота надолго прекратилось. В строю находилось множество кораблей военной постройки, а сама Великобритания испытывала серьёзные экономические трудности. Лишь в 1928 году англичане заложили первую серию послевоенных эсминцев — тип A. Корабли отличались умеренными характеристиками, но хорошей мореходностью и крепкой конструкцией.
Предполагалось, что для каждой из «алфавитных» восьмерок эсминцев будет построен соответствующий лидер флотилии, чуть больший по размерам и несколько сильнее вооружённый. Первоначально предполагалось создать солидный корабль на основе лидеров времён Первой мировой войны, но проект показался слишком дорогостоящим и его постарались урезать. Таким образом первым британским лидером флотилии послевоенной постройки стал «Кодрингтон» (англ. Codrington), вступивший в строй в 1930 году. В сравнении с эсминцами типа A он имел почти на 200 тонн большее стандартное водоизмещение и на одно 120-мм орудие Mk IX больше, но отличался значительно худшей маневренностью..
Стоимость «Кодрингтона» также представлялась чрезмерной, поэтому лидер эсминцев типа B «Кейт» (англ. Keith) создавался на основе стандартного эсминца. Первоначально он даже лишился одного из 120-мм орудий ради размещения штаба, лишь после протестов флотских артиллеристов оно было возвращено. Лидер эсминцев типа C «Кемпенфелт» (англ. Kempenfelt) тоже был стандартным эсминцем, на котором штабные помещения разместили за счёт снятия противолодочного вооружения. Слегка изменённым эсминцем стал и лидер эсминцев типа D «Дункан» (англ. Duncan).
Для эсминцев типов E и F попытались вернуться к практике строительства усиленных лидеров флотилий. Ими стали «Эксмут» (англ. Exmouth) и «Фолкнор» (англ. Faulknor). При небольшом увеличении водоизмещения они получили пятое, дополнительное орудие калибра 120 мм. Тот же подход применили к лидерам флотилий эсминцев типов G и H «Гренвиллу» (англ. Grenville) и «Харди» (англ. Hardy). Последним же лидером флотилии, построенным по специальному проекту, стал «Инглефилд» (англ. Inglefield) — лидер эсминцев типа I, повторявший «Гренвилл» и «Харди».
В 1934 году Британское Адмиралтейство пришло к выводу, что даже новейшие эсминцы Королевского флота выглядят очень слабо на фоне зарубежных конкурентов. Особое беспокойство вызывали японские «специальные» эсминцы типа «Фубуки». В результате, в 1934 году началось проектирование «лидера типа V», вооружение которого должно было включать 10 120-мм орудий. Таким образом, британский флот также встал на путь создания «суперэсминцев». Получившиеся в итоге корабли классифицировались как эсминцы типа «Трайбл» (англ. Tribal). Для миноносных сил Королевского флота они сыграли такую же роль, как в своё время «Дредноут» для флота в целом. Четыре из них были оборудованы в качестве лидеров, но других особых отличий не имели.
Начиная с типа J лидеры флотилий уже не строились по специальным проектам, а оборудовались из стандартных эсминцев и отличались лишь объёмом помещений для командного состава. Поэтому состав типовой флотилии сократили до восьми единиц, а корабли подкласса «лидер» в Великобритании более не строились.

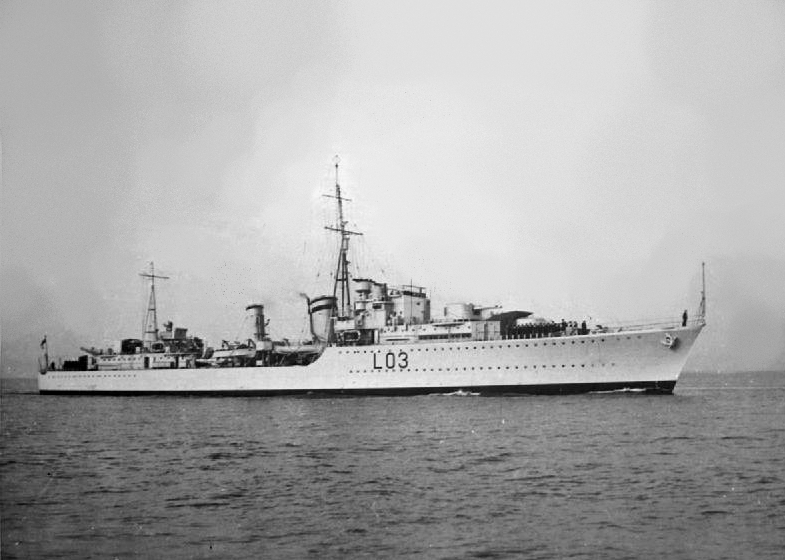
Лидер флотилии «Коссак» типа «Трайбл».

| Сравнительные ТТХ лидеров ВМС Великобритании специальной постройки межвоенного периода |                                     |                                    |                                    |
| Тип                                                                                    | «Кодрингтон»                        | «Эксмут» и «Фолкнор»               | «Гренвилл», «Харди» и «Инглефилд»  |
| Построено единиц                                                                       | 1                                   | 2                                  | 3                                  |
| Водоизмещение, стандартное/полное, т                                                   | 1540/2012                           | 1495/2049 т («Exmouth»), 1460/2009 | 1455—1544/2033—2081                |
| Артиллерийское вооружение                                                              | 120-мм/45 — 5 × 1, 40-мм/39 — 2 × 1 | 120-мм/45 — 5 × 1, 12,7-мм — 2 × 4 | 120-мм/45 — 5 × 1, 12,7-мм — 2 × 4 |
| Торпедное вооружение                                                                   | 2 × 4 — 533-мм ТА                   | 2 × 4 — 533-мм ТА                  | 2 × 4 — 533-мм ТА                  |
| Энергетическая установка                                                               | паротурбинная, 39 000 л. с.         | паротурбинная, 38 000 л. с.        | паротурбинная, 38 000 л. с.        |
| Максимальная скорость, узлов                                                           | 35                                  | 36,75                              | 36 — 36,5                          |
| Дальность плавания, мили                                                               | 4800 на 15 узлах                    | 6350 на 15 узлах                   | 5530 на 15 узлах                   |

### Контр-миноносцы Франции

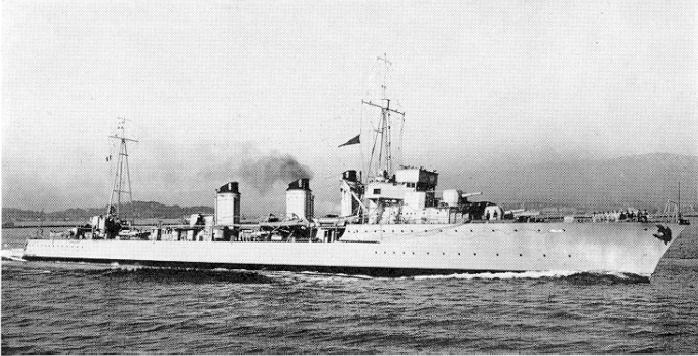
Контр-миноносец «Шакал» типа «Ягуар».

После окончания Первой мировой войны, французский флот оказался в очень сложном положении. Практически всю тяжесть борьбы вынесли сухопутные силы, в силу чего престиж флота резко упал. Строительство новых кораблей в годы войны было крайне ограничено и к началу 1920-х годов корабельный состав флота в основном устарел. Особенно тяжёлым было положение с крейсерскими и миноносными силами. Сравнительно небольшие французские эсминцы времен Первой мировой войны показали себя малоэффективными кораблями в ходе морских операций. Средства на строительство флота политики выделяли крайне неохотно, а в самих военно-морских кругах вновь стали популярными идеи «Молодой школы», с её ставкой на небольшие и недорогие корабли.
Главный противником Франции в первый послевоенный период стала считаться фашистская Италия, а главным морским театром Средиземное море. Итальянский флот располагал значительным количеством эсминцев, превосходивших имевшиеся тогда у французов корабли этого класса. Особое беспокойство вызвали новейшие итальянские скауты типа «Леоне». Между тем, строительство новых крейсеров было существенно ограничено условиями Вашингтонского договора. В итоге, было решено создать новый класс торпедно-артиллерийских кораблей, получивший название «контр-миноносцы» (фр. Contre-Torpilleurs). Фактически это были «истребители эсминцев», которые должны были действовать однородными соединениями — дивизионами по три единицы и эскадрами по два дивизиона. Для лидирования эсминцев они не предназначались. На них возлагались задачи разведки, борьбы с лёгкими силами и торпедные атаки линкоров. В западной литературе их принято считать «суперэсминцами» или малыми лёгкими крейсерами.

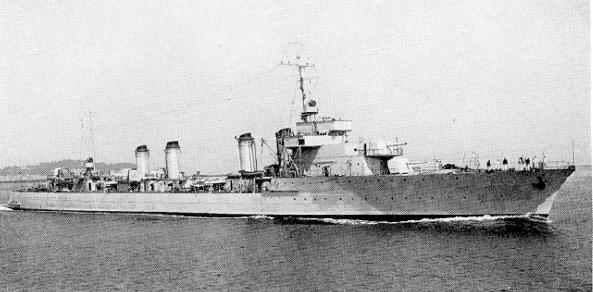
Контр-миноносец «Гепард» типа «Бизон».

Первоначальный проект нового «истребителя» был достаточно скромным и предусматривал создание корабля водоизмещением 1780 тонн с пятью 100-мм орудиями. Однако после изучения доставшегося Франции по репарациям германского «суперэсминца» S-113 размеры и огневая мощь корабля существенно выросли. Первая серия из 6 единиц типа «Ягуар» (фр. Jaguar), вошла в строй в 1926—1927 годах. Для достижения огневого превосходства было выбрано 130-мм орудие M1919, стрелявшее весьма тяжёлым снарядом и обладавшее значительной дальнобойностью. Вместе с тем, из-за устаревшего винтового затвора скорострельность оказалась весьма мала и не превышала пяти выстрелов в минуту. Командование флота не считало «ягуары» удачными кораблями, рассматривая их как недовооружённые, поскольку меньший на 600 тонн эсминец «Бурраск» нёс лишь на одно 130-мм орудие меньше. Кроме того, компоновка первых контр-миноносцев оказалась слишком плотной и не допускала серьёзных модернизаций.

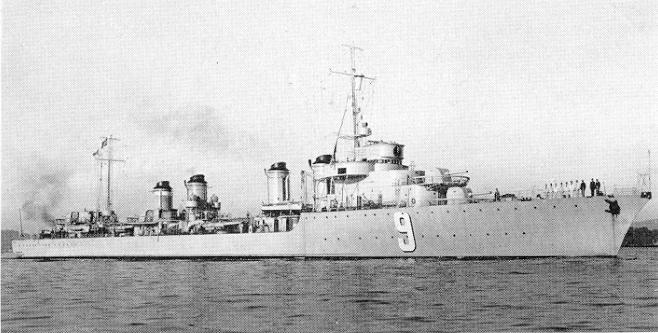
Контр-миноносец «Керсэн» типа «Вокелен».

Ещё в 1923 году была выдвинута идея о вооружении новых контр-миноносцев новыми 138-мм орудиями, что должно было дать им явное превосходство перед потенциальным противником. В 1929—1930 годах флот получил следующие шесть кораблей этого класса — тип «Гепард» (фр. Guepard). При возросшем на 300 тонн водоизмещении, «гепарды» несли по пять 138-мм орудий M1923, что делало их тогдашними рекордсменами по мощи вооружения. Солидный калибр однако заметно девальвировался низкой скорострельностью, обусловленной поршневым затвором. Считалось, что в скоротечных столкновениях лёгких сил высокая скорострельность будет иметь принципиально важное значение. Именно «гепарды» стали первой серией лидеров, имевших уникальный для межвоенного периода силуэт с четырьмя дымовыми трубами. Аналогичная компоновка была повторена на двух последующих типах.
Дальнейшее развитие лидеров было весьма плавным. От серии к серии возрастало водоизмещение, скорость и огневая мощь. В течение 1931—1934 годов французский флот получил ещё шесть лидеров типа «Эгль» (фр. Aigle). Главным отличием этих кораблей от предшественников стала новая артиллерия — 138-мм орудие M1927, со скользящим клиновым затвором, разработанное на базе немецких образцов. Скорострельность выросла вдвое и теперь вполне отвечала требованиям. На двух кораблях серии — «Эпервье» и «Милане» — опробовали новые высоконапорные котлы. На испытаниях «Милан» показал максимальную скорость 41,94 узла. Заметно улучшилась экономичность.
Шесть лидеров типа «Вокелен» (фр. Vauquelin) пополнили флот в 1932—1934 годах. Они стали последней серией 2400-тонных лидеров. В целом они представляли собой повторение предыдущего типа, с некоторыми усовершенствованиями.
Наиболее удачными и известными контр-миноносцами французского флота стали корабли типа «Ле Фантаск» (фр. Le Fantasque), шесть единиц которых было поставлено флоту в 1935—1936 годах. Их стандартное водоизмещение приблизилось к 2600 тоннам, вооружение состояло из новых 138-мм орудий M1929 с увеличенной длиной ствола, скорострельность ещё более выросла, а дальность стрельбы достигла 20 километров. Впервые французские корабли такого класса оснащались системой центрального управления артиллерийским огнём. Скоростные качества были превосходными. Даже самый «тихоходный» из серии «Ле Фантаск» развил на испытаниях скорость 42,7 узла (79 км/ч). Достижение «Ле Террибль» стало мировым рекордом для крупных кораблей, который остаётся непревзойдённым и на начало 2012 года — 45,02 узла (83,38 км/ч).

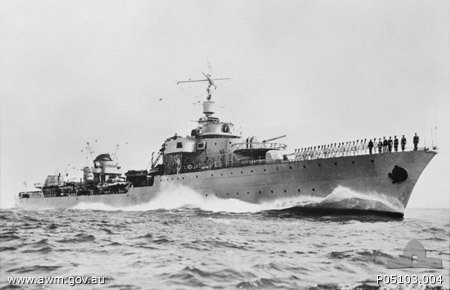
Контр-миноносец «Ле Триумфан» типа «Ле Фантаск».

Французский флот был вполне удовлетворён контр-миноносцами типа «Ле Фантаск» и планировал заказать ещё три единицы таких кораблей, но политические сложности и развёртывание строительства крупных кораблей привели к изменению планов. Последние построенные французские лидеры проектировались как разведчики для действий в составе поисково-ударных групп с линейными крейсерами типа «Дюнкерк». Два лидера типа «Могадор» (фр. Mogador) были переданы флоту в 1939 году. При умеренном росте водоизмещения эти корабли несли уже восемь 138-мм орудий M1934 в четырёх башнях. Однако скорострельность установок оказалась заметно ниже ожидаемой из-за неудачной конструкции подачи и тесноты башен. Фактически по огневой мощи они не превосходили контр-миноносцы типа «Ле Фантаск». Как океанские разведчики корабли оказались не слишком удачны, но имели шансы стать хорошими истребителями эсминцев. Осознав это, командование флота наметило постройку ещё четырёх усовершенствованных кораблей этого типа, известных как тип «Клебер». Капитуляция Франции в 1940 году положила конец этим планам.
Таким образом, французы создали чисто национальный класс кораблей, чьими достоинствами были мощное артиллерийское вооружение и высокая скорость хода, которую они могли поддерживать и в ходе повседневной службы. Наиболее очевидным применением Contre-Torpilleurs были действия против лёгких сил в ограниченных акваториях, где их скромная дальность не являлась критическим недостатком. Главной проблемой французских лидеров стало крайне слабое зенитное вооружение, что и было продемонстрировано в ходе Второй мировой войны.
| Сравнительные ТТХ лидеров ВМС Франции |                                     |                                                      |                                                      |                                                      |                                                      |                                                      |
| Тип                                   | «Ягуар»                             | «Гепард»                                             | «Эгль»                                               | «Вокелен»                                            | «Ле Фантаск»                                         | «Могадор»                                            |
| Построено единиц                      | 6                                   | 6                                                    | 6                                                    | 6                                                    | 6                                                    | 2                                                    |
| Водоизмещение, стандартное/полное, т  | 2126/3050                           | 2436/3200                                            | 2441/3140                                            | 2441/3140                                            | 2569/3380                                            | 2884/4018                                            |
| Артиллерийское вооружение             | 130-мм/40 — 5 × 1, 75-мм/50 — 2 × 1 | 138-мм/40 — 5 × 1, 37-мм/50 — 4 × 1, 13,2-мм — 2 × 2 | 138-мм/40 — 5 × 1, 37-мм/50 — 4 × 1, 13,2-мм — 2 × 2 | 138-мм/40 — 5 × 1, 37-мм/50 — 4 × 1, 13,2-мм — 2 × 2 | 138-мм/45 — 5 × 1, 37-мм/50 — 2 × 2, 13,2-мм — 2 × 2 | 138-мм/45 — 4 × 2, 37-мм/50 — 2 × 2, 13,2-мм — 2 × 2 |
| Торпедное вооружение                  | 2 × 3 — 550-мм ТА                   | 2 × 3 — 550-мм ТА                                    | 2 × 3 — 550-мм ТА                                    | 2 × 3 — 550-мм ТА                                    | 3 × 3 — 550-мм ТА                                    | 2 × 3 и 2 × 2 — 550-мм ТА                            |
| Энергетическая установка              | паротурбинная, 50 000 л. с.         | паротурбинная, 64 000 л. с.                          | паротурбинная, 68 000 л. с.                          | паротурбинная, 64 000 л. с.                          | паротурбинная, 74 000 л. с.                          | паротурбинная, 92 000 л. с.                          |
| Максимальная скорость, узлов          | 35,5                                | 35,5                                                 | 36                                                   | 36                                                   | 37                                                   | 39                                                   |
| Дальность плавания, мили              | 2900 на 16 узлах                    | 3000 на 14 узлах                                     | 3650 на 18 узлах                                     | 2800 на 14 узлах                                     | 3000 на 14 узлах                                     | 3000 на 20 узлах                                     |

### Скауты Италии

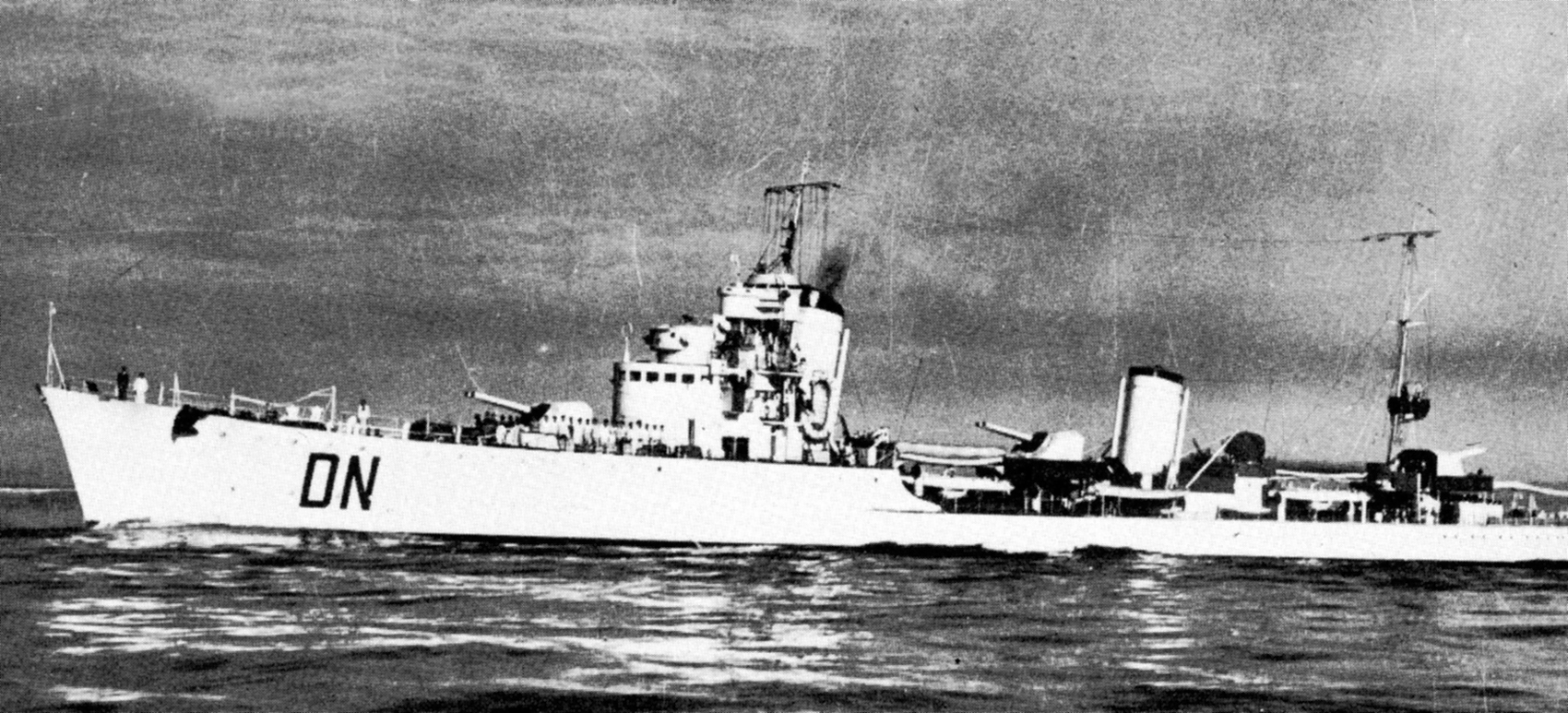
Лидер «Антонио да Ноли» типа «Навигатори».

В 1920-х годах итальянский флот продолжал развивать считавшийся весьма удачным тип скаута «Карло Мирабелло». В 1924 году флот получил три корабля типа «Леоне», представлявшиеся собой значительно модифицированный проект «Мирабелло». За счёт возросшего водоизмещения удалось усилить вооружение, которое теперь состояло из четырёх спаренных 120-мм установок — весьма мощное вооружение для того времени. Вместе с тем скоростные качества оказались не на высоте и проектную скорость не удалось развить даже на испытаниях. Эти корабли предназначались в основном для выполнения задач более свойственных лёгким крейсерам, но оказались слишком дорогими для массовой постройки.

Скаут «Леоне».

 Нехватка средств вынудила отказаться от ещё двух запланированных в серии кораблей. Лидеры типа «Леоне» были очень хорошими боевыми единицами по меркам Первой мировой войны, но к началу следующей успели устареть.
Известия о строительстве во Франции серий лидеров типа «Ягуар» и «Бизон» вынудили итальянцев к ответным мерам: в 1929—1931 годах флот получил 12 скаутов типа «Навигатори». Проектировщики стремились создать корабль более сильный, чем «Ягуар», при этом меньший по размерам и более дешёвый. Меньший калибр итальянского лидера компенсировался большей скорострельностью. Хотя количество спаренных 120-мм орудий на них было уменьшено до трёх, это были пушки новой модели, с лучшими баллистическими характеристиками и большей скорострельностью, что позволило превзойти «Леоне» в огневой мощи. Вместе с тем, как и многие итальянские корабли, «навигатори» страдали от чрезмерного рассеивания снарядов, вызванного размещением орудийных стволов спаренных орудий в одной люльке. На испытаниях лидеры показали превосходные скоростные характеристики, но выявившаяся недостаточная остойчивость привела к неоднократной перестройке кораблей этого типа. К 1938 году сильно изношенные и уже устаревшие скауты типов «Леоне» и «Навигатори» были переклассифицированы в эсминцы.
Несмотря на постройку скаутов типа «Навигатори», итальянское командование считало их недостаточно сильными для борьбы с французскими контр-миноносцами и на базе «Навигатори» стало развивать гораздо более крупный и мощный тип «Кондоттьери», уже являвшийся лёгким крейсером. К идее небронированного скаута умеренного водоизмещения итальянский флот вернулся в 1937 году, когда началось проектирование океанских скаутов типа «Капитани Романи». По своим характеристикам они были близки французским лидерам типа «Могадор», но после упразднения в итальянской классификации скаутов, были заложены как лёгкие крейсера. Два оставшихся у Италии после войны корабля этого типа были переклассифицированы в эскадренные миноносцы.

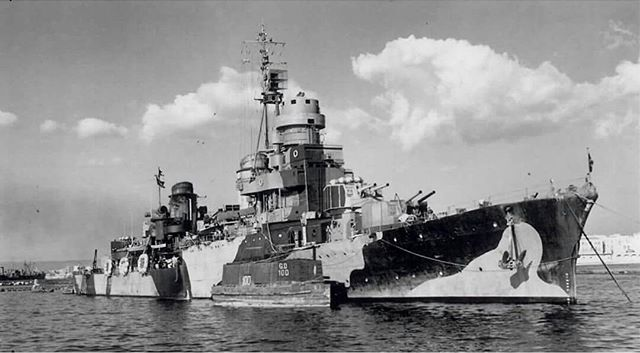
Лёгкий крейсер «Сципионе Аффрикано» типа «Капитани Романи».

| Сравнительные ТТХ лидеров ВМС Италии периода Второй мировой войны |                                     |                                                      |                                                       |
| Тип                                                               | «Леоне»                             | «Навигатори»                                         | «Капитани Романи»                                     |
| Построено единиц                                                  | 3                                   | 12                                                   | 3                                                     |
| Водоизмещение, стандартное/полное, т                              | 1773/2203                           | 1900/2599                                            | 3686/5334                                             |
| Артиллерийское вооружение                                         | 120-мм/45 — 4 × 2, 76-мм/40 — 2 × 1 | 120-мм/50 — 3 × 2, 40-мм/39 — 2 × 1, 13,2-мм — 2 × 2 | 135-мм/45 — 4 × 2, 37-мм/54 — 8 × 1, 20-мм/70 — 4 × 2 |
| Торпедное вооружение                                              | 2 × 3 — 450-мм ТА                   | 2 × 3 — 533-мм ТА                                    | 2 × 4 — 533-мм ТА                                     |
| Энергетическая установка                                          | паротурбинная, 42 000 л. с.         | паротурбинная, 55 000 л. с.                          | паротурбинная, 110 000 л. с.                          |
| Максимальная скорость, узлов                                      | 34                                  | 38                                                   | 40                                                    |
| Дальность плавания, мили                                          | 2070 на 15 узлах                    | 3800 на 18 узлах                                     | 3000 на 25 узлах                                      |

### Эскадренные лидеры США

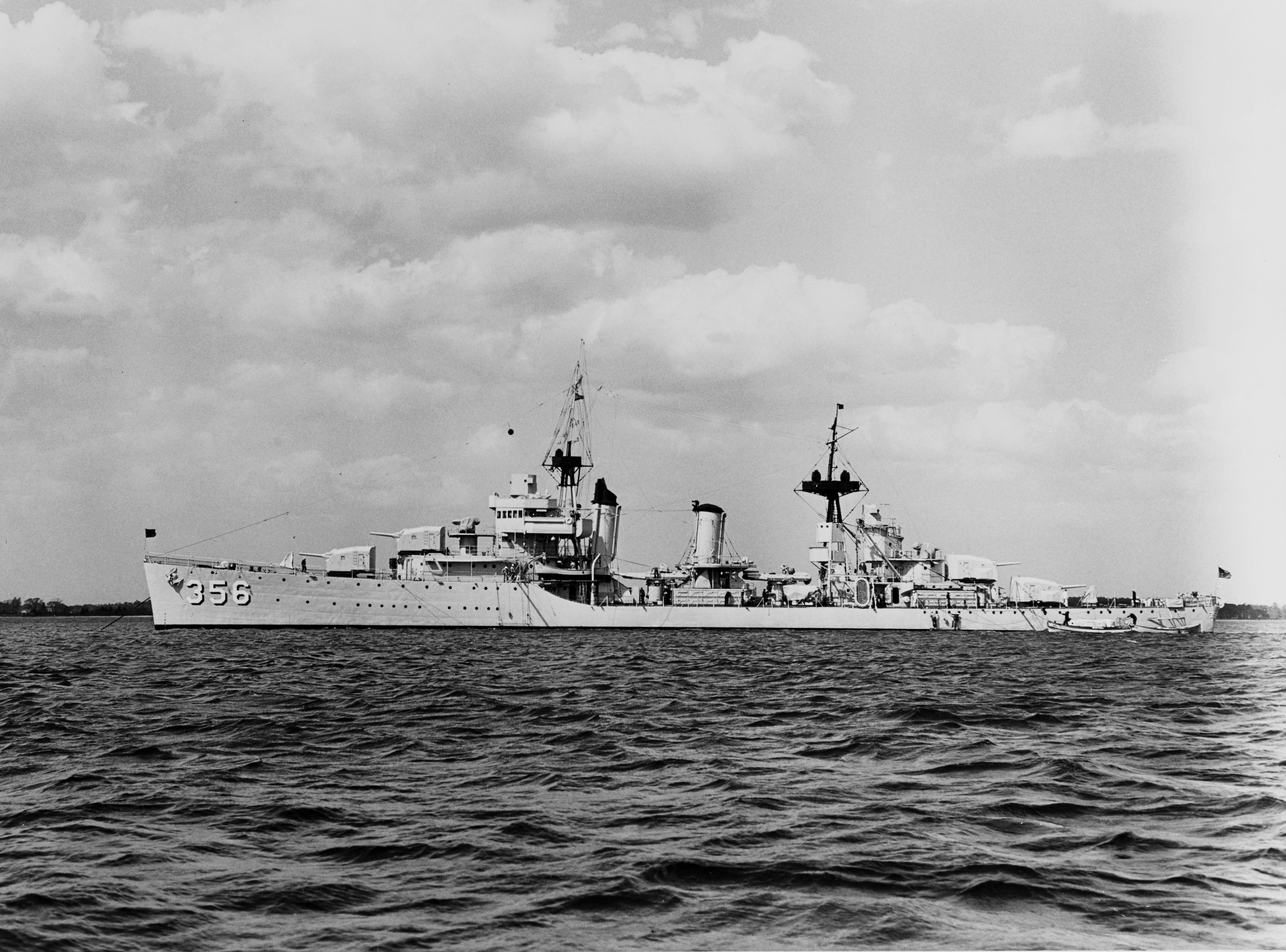
Эсминец «Портер».

К проектированию своих первых лидеров американский флот приступил ещё в конце Первой мировой войны. Располагая огромным количеством эсминцев, американские моряки совершенно не имели современных крейсеров, способных как к роли разведчиков при эскадре, так и к роли лидеров флотилий эсминцев. Подготовленный к 1919 году проект лидера имел стандартное водоизмещение около 2000 тонн, вооружение из пяти длинноствольных 127-мм орудий и скорость 37 узлов. Первые пять единиц планировалось заложить в 1921 году, однако Конгресс США отказал морякам в ассигнованиях. Конгрессменам была непонятна необходимость в новых кораблях при наличии большого количества недавно построенных эсминцев. Тем не менее, проектирование лидеров в США не прекращалось на протяжении 1920-х годов.
Флот США приступил к исследованиям облика будущего лидера в 1927 году. Американские адмиралы желали получить корабли, способные эффективно поддерживать гладкопалубные эсминцы постройки времён Первой мировой войны. Они проектировались как «тяжёлые эсминцы» (англ. Heavy Destroyers) или «эскадренные лидеры» (англ. Squadron Leaders). При этом официально новых классов не вводилось и лидеры продолжали числиться эсминцами. Поскольку международные соглашения ограничивали стандартное водоизмещение лидеров 1850-ю тоннами, американским конструкторам пришлось пойти на определённые жертвы в попытке вместить в столь ограниченный объём максимум вооружения.
Первоначальные планы были весьма умеренными и предусматривали корабль, вооружённый четырьмя 127-мм орудиями Mark 10 с длиной ствола 25 калибров. Эта артсистема имела скромные баллистические характеристику, но была универсальной. Между тем Бюро вооружений смогло к этому времени разработать 127-мм универсальное орудие Mark 12 с длиной ствола 38 калибров, которому и было отдано предпочтение. Сначала намечалось установить пять таких орудий, затем уже в мае 1932 года проект был утверждён с шестью 127-мм орудиями. Однако в ходе проектирования было принято решение установить на новый лидер восемь орудий Mark 12 в четырёх башнях.
Первая серия американских лидеров «Портер» (англ. Porter), состоявшая из 8 кораблей и поставленная флоту в 1936—1937 годах, имела весьма мощное вооружение из восьми 127-мм пушек в двухорудийных башнях, благодаря чему они напоминали небольшие крейсера. Платой за столь мощное вооружение стала невозможность вести зенитный огонь главным калибром — универсальные башни оказались слишком тяжёлыми. В итоге все средства ПВО первоначально ограничивались 12,7-мм пулемётами. Существовавшая оппозиция строительству больших эсминцев привела к тому, что для «портеров» не было введено понятия лидера, хотя в предвоенные годы они нередко использовались как лидеры флотилий.
Следующая серия лидеров «Сомерс» (англ. Somers) первоначально должна была повторить «Портер», но с появлением на эсминцах типа «Мэхен» (англ. Mahan) новой высокоэффективной энергетической установки, её пожелали применить и на лидерах. Тип включал пять единиц, вошедших в строй в 1937—1938 годах, и имел те же недостатки в зенитном вооружении. Перед началом войны лидеры получили 28-мм счетверённые зенитные автоматы, разработка которых сильно затянулась. Новое оружие оказалось ненадёжным, а остойчивость кораблей приблизилась к опасному уровню.
Тем не менее, были сделаны новые попытки создать мощный лидер эсминцев. Этому весьма способствовало начало Второй мировой войны, которое автоматически отменило все договорные ограничения. Хотя лёгкие крейсера типа «Атланта» строились в том числе и как лидеры эсминцев, флот желал получить новый корабль. К сентябрю 1939 года был представлен проект маленького, почти незащищённого крейсера с умеренной скоростью, что позволило при водоизмещении около 4000 тонн разместить восемь универсальных 152-мм орудий в спаренных установках. Генеральный совет флота отклонил проект, считая его избыточным для лидера и слишком слабым для крейсера. В результате американский флот решил не строить более лидеры, сосредоточившись на обычных эсминцах и лёгких крейсерах.

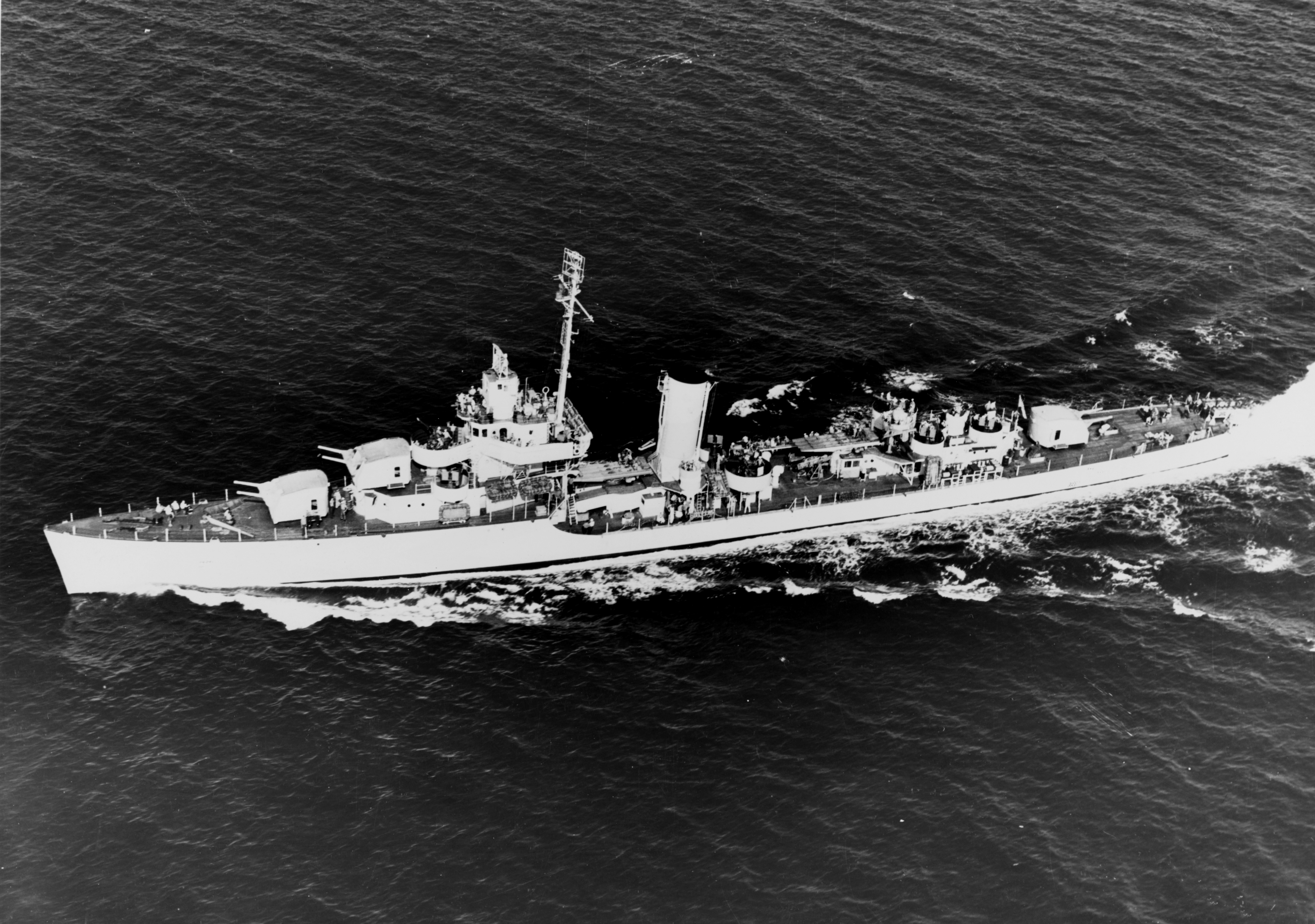
Эсминец «Сэмпсон» типа «Сомерс».

| Сравнительные ТТХ лидеров ВМС США    |                                                      |                                                      |
| Тип                                  | «Портер»                                             | «Сомерс»                                             |
| Построено единиц                     | 8                                                    | 5                                                    |
| Водоизмещение, стандартное/полное, т | 1834/2597                                            | 2047/2767                                            |
| Артиллерийское вооружение            | 127-мм/38 — 4 × 2, 28-мм/75 — 2 × 4, 12,7-мм — 2 × 1 | 127-мм/38 — 4 × 2, 28-мм/75 — 2 × 4, 12,7-мм — 2 × 1 |
| Торпедное вооружение                 | 2 × 4 — 533-мм ТА                                    | 3 × 4 — 533-мм ТА                                    |
| Энергетическая установка             | паротурбинная, 50 000 л. с.                          | паротурбинная, 52 000 л. с.                          |
| Максимальная скорость, узлов         | 37                                                   | 37                                                   |
| Дальность плавания, мили             | 6500 на 12 узлах                                     | 7500 на 15 узлах                                     |

### Лидеры СССР
К созданию своих первых лидеров Военно-Морские Силы РККА приступили в конце 1920-х годов. Опыт Первой мировой войны, в которой эсминцы типа «Новик» зачастую исполняли роль крейсеров, наметившееся отставание их характеристик от зарубежных образцов, а также отсутствие современных лёгких крейсеров при невозможности их строительства в ближайшем будущем предопределили повышенный интерес советских морских командиров к лидерам.
Задание на проектирование первого советского лидера выдали в 1930 году. Новый проект создавался «с чистого листа», без какого-либо прототипа, конструкторами, не имевшего серьёзного опыта в проектировании столь крупных кораблей. Лидеры проекта 1 заложили в 1932 году как эсминцы, а в лидеры переклассифицировали уже в ходе постройки. Строительство, особенно достройка на плаву, затянулось из-за слабости отечественной промышленности и неготовности ряда систем. Головной корабль проекта «Ленинград» формально был сдан флоту в 1936 году, фактически — в 1938 году, два других, «Москва» и «Харьков»,— в 1938 году. Испытания головного корабля показали, что мореходность и остойчивость лидера проекта 1 совершенно недостаточна, запас плавучести очень мал, высока вибрация на полном ходу, а корпус оказался настолько слабым, что мог переломиться даже при незначительном волнении моря. Предполагалось построить шесть единиц серии, но в связи с выявившимися недостатками, было решено строить следующие корабли по усовершенствованному проекту.
Лидеры проекта 38 заложили в 1934—1935 годах. На них попытались устранить хотя бы явные недостатки проекта 1. Фактически изменения свелись в основном к отказу от наиболее спорных особенностей предшественников. «Минск» вошёл в состав флота в 1938 году, «Баку» в 1939 году, «Тбилиси» в 1940 году. Некоторые улучшения в конструкции были действительно достигнуты, но в целом проект 38 повторял проект 1. Лидеры имели солидное артиллерийское и торпедное вооружение, высокую скорость хода. Вместе с тем, их корпуса были непрочны, мореходность и дальность плавания недостаточна, а зенитное вооружение крайне слабо.

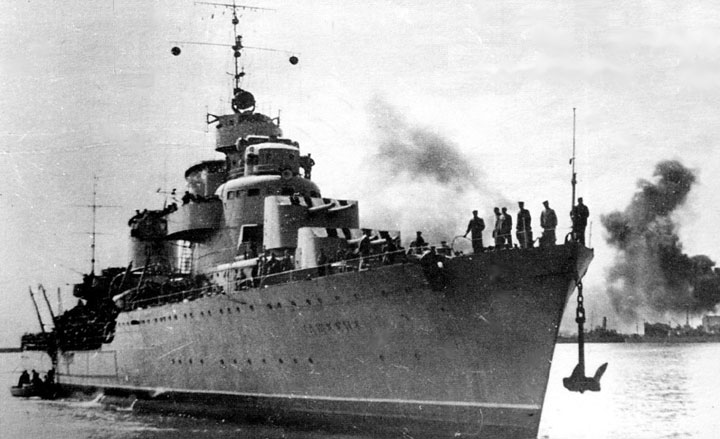
Лидер эсминцев «Ташкент».

Задуманные как наиболее мощные корабли своего класса, лидеры типов 1 и 38 быстро стали выглядеть как достаточно заурядные, по мировым стандартам, эсминцы. Кроме того, их конструкция и трёхвальная энергетическая установка оказались нетехнологичными и дорогостоящими. Эти обстоятельства вызвали желание приобщиться к иностранному опыту. После длительных переговоров с французскими и итальянскими компаниями, в 1935 году было подписано соглашение с итальянской фирмой OTO о проектировании и строительстве лидера для советского флота. Лидер проекта 20И был заложен в Ливорно в 1937 году, передан СССР в 1939 году и в 1940 году вошёл в строй. Корабль получил название «Ташкент». Новый лидер отличался хорошими характеристиками — мощным вооружением, комфортными условиями для экипажа, высокой скоростью и солидной дальностью плавания. По его чертежам планировали построить на советских заводах ещё три корабля, но несовместимость советской технологии с итальянской не позволили это осуществить. Кроме того, «Ташкент» казался некоторым советским военно-морским начальникам слишком большим и недостаточно вооружённым для своих размеров.
Ещё в 1937 году флотское командование выдало задание на проектирование лидера проекта 48. Изначально он представлял собой попытку совмещения вооружения и архитектуры «Ташкента» с корпусом лидера проекта 38, но в конечном счёте стал оригинальной разработкой. В 1939 году состоялась закладка «Киева» — головного лидера проекта 48, в том же году заложили «Ереван». Всего намечалось построить 10 лидеров проекта 48, но экономические проблемы и устаревание проекта вынудили ограничить серию двумя единицами.
Начиная с 1935 года, советские кораблестроители работали над проектом бронированного лидера, который советский флот желал получить ещё с 1920-х годов, однако первые проекты выглядели слишком нереалистично. В 1940 году были представлены новые предложения по лидеру, которые получили обозначение проект 47, но не устроили руководство флота. Начало Великой Отечественной войны временно прервало работы в этой области.
| Сравнительные ТТХ лидеров ВМС СССР   |                                                                          |                                                                          |                                                      |                                                        |
| Тип                                  | «Ленинград»                                                              | «Минск»                                                                  | «Ташкент»                                            | «Киев»                                                 |
| Построено единиц                     | 3                                                                        | 3                                                                        | 1                                                    | 0                                                      |
| Водоизмещение, стандартное/полное, т | 2150/2693                                                                | 1952/2597                                                                | 2836/4175                                            | 2350/3045                                              |
| Артиллерийское вооружение            | 130-мм/50 — 5 × 1, 76,2-мм/55 — 2 × 1, 45-мм/46 — 2 × 1, 12,7-мм — 4 × 1 | 130-мм/50 — 5 × 1, 76,2-мм/55 — 2 × 1, 45-мм/46 — 6 × 1, 12,7-мм — 6 × 1 | 130-мм/50 — 3 × 2, 37-мм/67 — 6 × 1, 12,7-мм — 6 × 1 | 130-мм/50 — 3 × 2, 76,2-мм/50 — 1 × 2, 12,7-мм — 4 × 2 |
| Торпедное вооружение                 | 2 × 4 — 533-мм ТА                                                        | 2 × 4 — 533-мм ТА                                                        | 3 × 3 — 533-мм ТА                                    | 2 × 5 — 533-мм ТА                                      |
| Энергетическая установка             | паротурбинная, 66 000 л. с.                                              | паротурбинная, 66 000 л. с.                                              | паротурбинная, 110 000 л. с.                         | паротурбинная, 90 000 л. с.                            |
| Максимальная скорость, узлов         | 40                                                                       | 38,2                                                                     | 42,5                                                 | 42                                                     |
| Дальность плавания, мили             | 2100 на 20 узлах                                                         | 2100 на 20 узлах                                                         | 5030 на 20 узлах                                     | 2500 на 20 узлах                                       |

### Суперэсминцы Германии
Проектируя свои первые эсминцы для возрождённого немецкого флота, немецкие конструкторы, по требованию адмиралов, стремились создать сильнейшие в своём классе корабли, обладающие максимальными наступательными возможностями. Согласно требованиям, они оптимизировались для набеговых операций, в том числе и в открытом океане, а также для активных минных постановок, то есть для задач, более присущих крейсерам. Поставленные эсминцам задачи выглядели сомнительно даже по меркам 1930-х годов.
Кригсмарине создали и свой вариант суперэсминца. Поскольку вновь построенные эсминцы типов 1934 и 1936, вооруженные 127-мм артиллерией, стали казаться руководству немецкого флота слишком слабыми на фоне новейших зарубежных проектов, было решено вооружить новую серию торпедно-артиллерийских кораблей 150-мм артиллерией. Таким образом, немцы повторили свой ход двадцатилетней давности, хотя ещё тогда были получены негативные оценки о столь тяжёлых пушках на эсминцах.
Восемь единиц типа 1936A вступили в строй в 1940—1941 годах, имея вооружение из четырёх или пяти 150-мм орудий. Ещё семь единиц типа 1936A (Mob) были поставлены флоту в 1942—1943 годах. Они уже все несли по пять 150-мм орудий, включая два в носовой башне. Тяжёлое вооружение показало себя не с лучшей стороны. Эсминцы были недостаточно устойчивыми артиллерийскими платформами, снаряды слишком тяжёлыми для ручного заряжания. К тому же, установка носовой спаренной башни ухудшала мореходность, а сама конструкция башни оказалась неудачной. В морских сражениях Второй мировой войны эти корабли, в целом, не проявили себя с лучшей стороны, но получили много отрицательных отзывов. Фактически, огневая мощь новых эсминцев снизилась из-за меньшей скорострельности. В результате, немецкое командование вернулось к установке 127-мм орудий на своих последних вошедший в строй эсминцах типа 1936B (Mob).

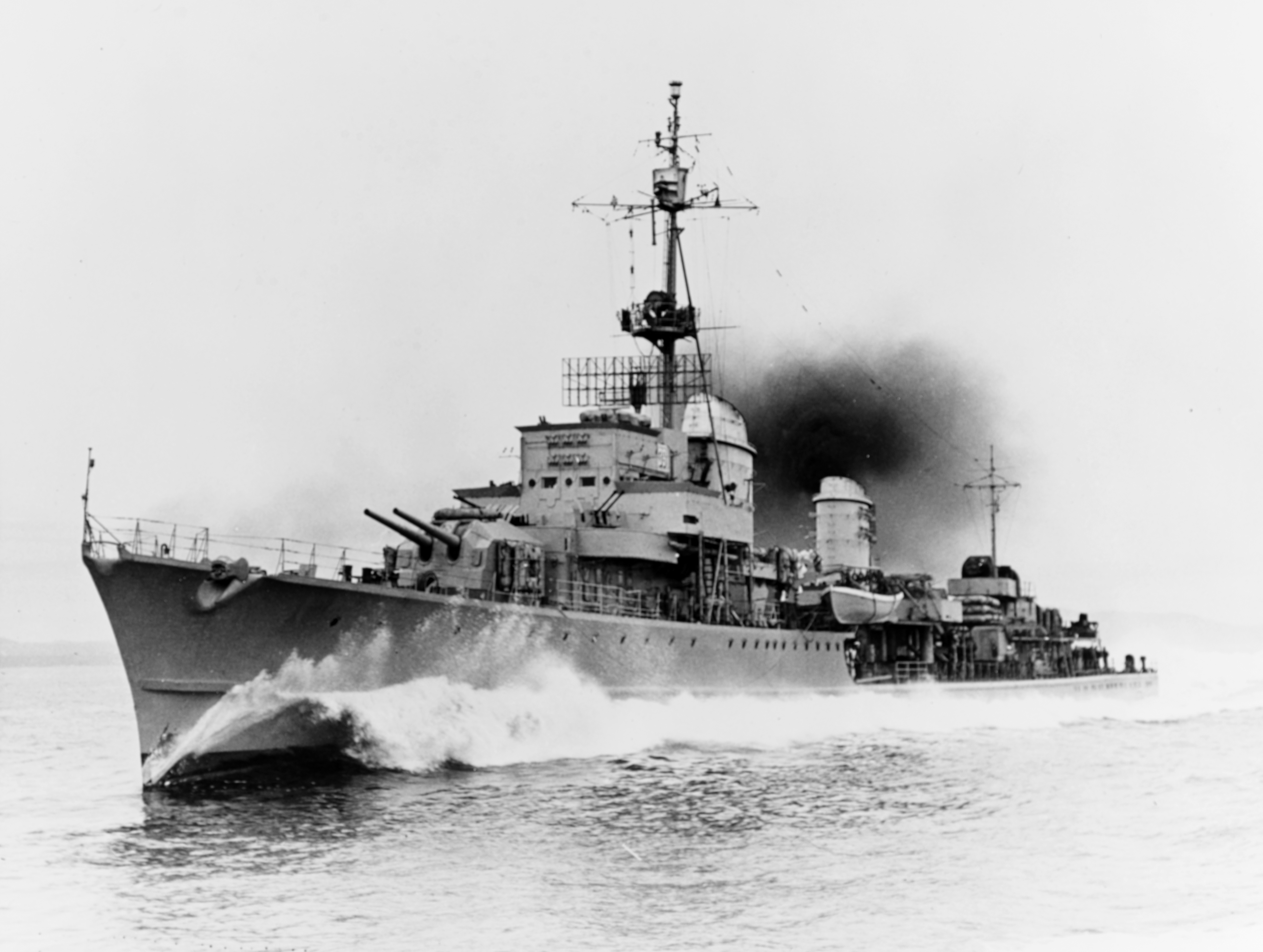
Эсминец Z-39 типа 1936A (Mob).

| Сравнительные ТТХ суперэсминцев ВМС Германии периода Второй мировой войны |                                                                         |                                                                         |
| Тип                                                                       | 1936A                                                                   | 1936A (Mob)                                                             |
| Построено единиц                                                          | 8                                                                       | 7                                                                       |
| Водоизмещение, стандартное/полное, т                                      | 2596—3079/3519—3605                                                     | 2603/3597                                                               |
| Артиллерийское вооружение                                                 | 150-мм/48 — 4 × 1 или 1 × 2 и 3 × 1, 37-мм/83 — 2 × 2, 20-мм/65 — 5 × 1 | 150-мм/48 — 1 × 2 и 3 × 1, 37-мм/83 — 2 × 2, 20-мм/65 — 2 × 4 и 2—4 × 1 |
| Торпедное вооружение                                                      | 2 × 4 — 533-мм ТА                                                       | 2 × 4 — 550-мм ТА                                                       |
| Энергетическая установка                                                  | паротурбинная, 70 000 л. с.                                             | паротурбинная, 70 500 л. с.                                             |
| Максимальная скорость, узлов                                              | 36—37                                                                   | 36—37                                                                   |
| Дальность плавания, мили                                                  | 2087—2239 на 19 узлах                                                   | 2239 на 19 узлах                                                        |

### Суперэсминцы и лидеры других стран

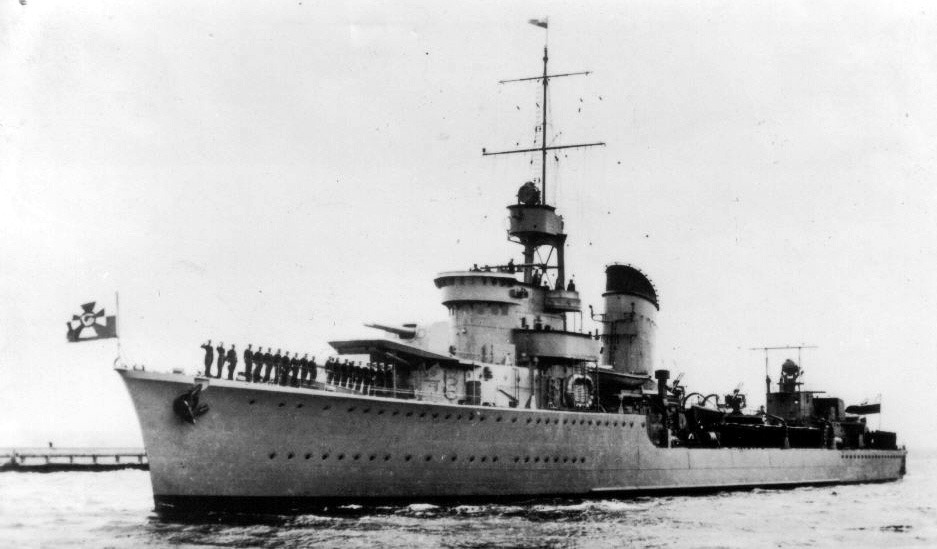
Эсминец «Гром».

Характерной чертой флотов ряда малых стран, не имевших средств на постройку большого количества кораблей, стало стремление к качественному превосходству своих кораблей над аналогами из флотов великих держав. Результатом этих усилий стало появления целого ряда уникальных или малосерийных больших эсминцев или малых крейсеров, вполне соответствующих понятию «лидер эсминцев» и часто являвшихся сильнейшими кораблями своих стран.
В 1929 году Югославия подписало с британской компанией «Ярроу» контракт на строительство эсминца «Дубровник». Вошедший в строй в 1932 году корабль хотя и числился эсминцем (серб. Razarač), часто причислялся к лидерам из-за очень мощного вооружения — четыре 140-мм орудия производства чешской компании «Шкода». Скоростные характеристики, как и дальность плавания, оказались также очень хорошими. В дальнейшем, югославский флот пожелал получить ещё более мощный корабль в качестве флагмана. В 1939 году, при технической помощи французских компаний, началось строительство суперэсминца «Сплит». Он должен был получить вооружение из пяти 140-мм орудий и десяти 40-мм зенитных автоматов. Вторжение вермахта в 1941 году прервало работы и «Сплит» был достроен уже после войны, по радикально изменённому проекту.
Желание получить суперэсминцы выразила также Польша. Имея сложные отношения с сильными соседями, большие амбиции, но ограниченные средства, польское руководство стремилось получить корабли, которые стали бы сильнейшими эсминцами в мире. Контракт на постройку получили британские судостроители и в 1937 году заказчик получил два эсминца типа «Гром». По своему водоизмещению они стали крупнейшими в мире кораблями своего класса на момент постройки. Эсминцы несли артиллерию производства шведской компании «Бофорс» и по огневой мощи примерно соответствовали британским эсминцам типа «Трайбл». Планировалось построить ещё два корабля этого типа на польских верфях, но экономические трудности вынудили поляков отказаться от проекта.
Своеобразный подход к созданию лидеров продемонстрировали голландцы. В 1931 году, правительство Нидерландов, обеспокоенное угрозой своим владениям в Ост-Индии со стороны Японии, приняло новую программу строительства флота. В её рамках было принято разработать лидер флотилии эсминцев водоизмещением 2500 тонн. Необходимость проекта мотивировалась угрозой со стороны японских эсминцев типов «Фубуки» и «Кагэро», которые значительно превосходили голландские корабли этого класса.
Стремление обеспечить превосходство в огневой мощи и живучести привели к разбуханию проекта. Вместо планировавшихся первоначально десяти 120-мм орудий, было решено установить шесть 150-мм и обширную броневую защиту, хотя и весьма слабую, по крейсерским меркам. В итоге, получился маленький крейсер, который, тем не менее, должен был выполнять прежде всего функции лидера флотилии эсминцев и именно этому требованию был подчинён весь проект. Корабли типа «Тромп» были заложены как лидеры, но к моменту вступления в строй головного «Тромпа» в 1938 году, стали классифицироваться как лёгкие крейсера. Лишь «Тромп» удалось построить по первоначальному проекту. Вторжение Германии в Нидерланды в 1940 году вынудило увести незаконченный второй крейсер проекта «Якоб ван Хеемсверк» в Великобританию, где его достроили как крейсер ПВО. Оценивая «Тромп» следует признать, что этот проект представлял собой нечто переходное между лидером и лёгким крейсером и может быть назван как и вполне удачным лёгким крейсером минимального водоизмещения, так и не очень быстроходным, но прекрасно вооружённым и неплохо защищённым лидером.

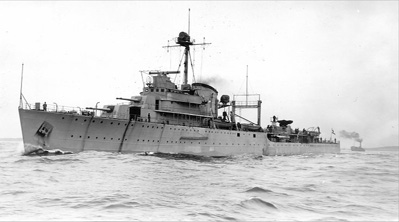
Лёгкий крейсер «Тромп».

| Сравнительные ТТХ суперэсминцев ВМС малых флотов Второй мировой войны |                                                                 |                                                              |                                                      |
| Тип                                                                   | «Дубровник»                                                     | «Гром»                                                       | «Тромп»                                              |
| Построено единиц                                                      | 1                                                               | 2                                                            | 1                                                    |
| Водоизмещение, стандартное/полное, т                                  | 1880/2884                                                       | 2011/3383                                                    | 3787/4817                                            |
| Артиллерийское вооружение                                             | 140-мм/56 — 4 × 1, 83,5-мм/55 — 1 × 2, 40-мм/67 — 2 × 2 и 2 × 1 | 120-мм/50 — 3 × 2 и 1 × 1, 40-мм/60 — 2 × 2, 13,2-мм — 4 × 2 | 150-мм/50 — 3 × 2, 40-мм/56 — 2 × 2, 12,7-мм — 2 × 2 |
| Торпедное вооружение                                                  | 2 × 3 — 533-мм ТА                                               | 2 × 3 — 550-мм ТА                                            | 2 × 3 — 533-мм ТА                                    |
| Энергетическая установка                                              | паротурбинная, 42 000 л. с.                                     | паротурбинная, 54 500 л. с.                                  | паротурбинная, 56 000 л. с.                          |
| Максимальная скорость, узлов                                          | 37                                                              | 39                                                           | 33,5                                                 |
| Дальность плавания, мили                                              | 7000 на 15 узлах                                                | 3500 на 15 узлах                                             | 6000 на 12 узлах                                     |

## Лидеры во Второй мировой войне

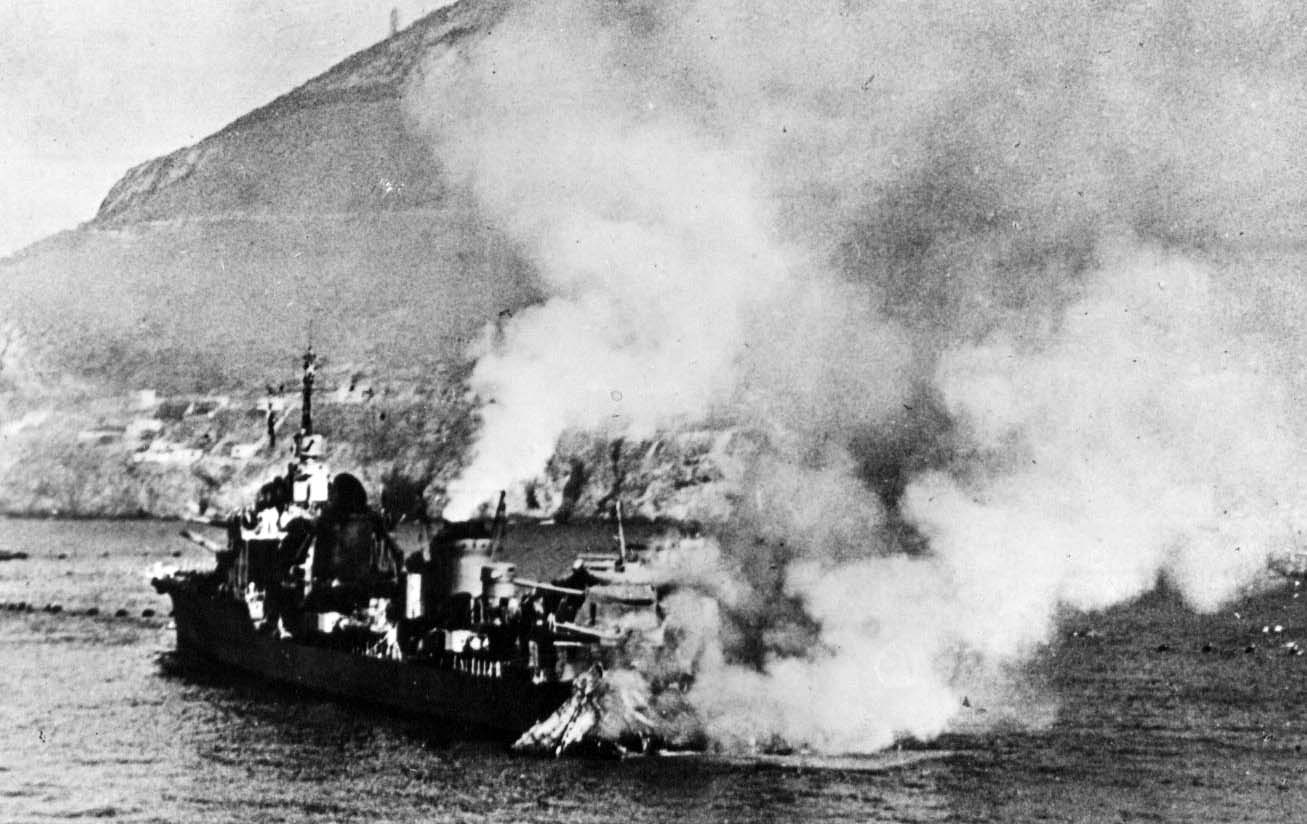
Контр-миноносец «Могадор», подбитый в бою у Мерс-эль-Кебира. 3 июля 1940 г.

К началу Второй мировой войны лидеры рассматривались как промежуточный между легкими крейсерами и эсминцами класс быстроходных артиллерийско-торпедных кораблей, назначением которых, по мнению ведущих военно-морских специалистов, являлось:
- Подавление лидеров и миноносцев противника;
- Обеспечение защиты своих кораблей от атак торпедных сил противника;
- Выведение своих миноносцев в атаки против сил противника;
- Тактическая разведка;
- Использование торпедного оружия;
- Минные постановки.

Однако в ходе военных действий не было случаев выведения эсминцев лидерами в торпедную атаку. Реально бои с применением торпедного оружия эсминцами происходили либо между самими эсминцами, либо с участием крейсеров. Не показали эти корабли себя ожидаемым образом и в качестве суперэсминцев. Если французские контр-миноносцы были быстро выведены из войны капитуляцией Франции, а советские лидеры и итальянские скауты решали, в основном, совсем не предусмотренными для них задачи, то немецкие тяжеловооружённые эсминцы делали попытки вести морские бои с надводным противником, но не проявили себя с положительной стороны. Особенно характерным был бой в Бискайском заливе 28 декабря 1943 года, когда два британских лёгких крейсера, один из которых был устаревшим, уверенно разгромили немецкое соединение из пяти суперэсминцев и шести миноносцев, не понеся при этом никаких потерь.
К середине войны эсминцы превратились из малых ударных кораблей в эскортные боевые единицы, защищающие главные силы флота от воздушной и подводной угрозы. При этом они могли принять участие в бою тяжёлых кораблей, но это уже не являлось их главной задачей. Таким образом, наступательное вооружение эсминцев отошло на второй план, а это означало, что смысл существования специальных лидеров эсминцев утрачивался. К окончанию войны они исчезают из классификации всех стран, кроме Великобритании и СССР, причём британские лидеры уже практически ничем не отличались от эсминцев.

## Лидеры в послевоенное время

DL-1 «Норфолк», первый представитель класса послевоенных лидеров

Несмотря на исчезновение из классификаций почти всех флотов термина «лидер эсминцев», он формально использовался в ВМС США с 1950-х годов. Во-первых, прежняя классификация военных кораблей, созданная в эпоху, когда основным видом боевых действий на море был бой корабля против корабля, потеряла значение. Советский надводный флот в начале 1950-х годов был слишком слаб, чтобы принимать его во внимание. Вместе с тем, опыт Второй мировой войны показывал, что основную угрозу для надводных кораблей теперь будут представлять авиация и подводные лодки. Быстрое развитие реактивной авиации, управляемых ракет и ядерной судовой энергетики делало эту перспективу ещё более актуальной. Во-вторых, габариты нового ракетного оружия, например зенитных ракет «Терьер» и «Тэйлос», делали невозможным размещение его на кораблях с размерами эсминца времён Второй мировой войны. Требовалось создать новый класс кораблей для нового оружия, основной задачей которых предполагалось эскортирование авианосных групп.
В 1954 году специально созданный комитет по вопросам военного судостроения, который возглавлял У. Шиндлер, предложил изменить существующую классификацию применительно к новым условиям. В частности, создавался новый класс военных кораблей — «фрегаты». При этом предполагалась ассоциация не с противолодочными кораблями времён Второй мировой войны, но с парусными фрегатами XVII—XIX веков. Фрегатами или кораблями флотского эскорта, стали называться боевые единицы по своему водоизмещению занимающие промежуточное место между эсминцами и крейсерами. Но для сохранения определённой преемственности с предыдущей классификацией, они стали официально числиться в составе флота как лидеры эсминцев, причём подразделялись на лидеры — DL (англ. Destroyer Leader), ракетные лидеры — DLG (англ. Destroyer Leader Guided) и атомные ракетные лидеры — DLGN (англ. Destroyer Leader Guided Nuclear).

## Общая оценка лидеров
Развитие подкласса лидеров имело недолгую историю. Название «лидер», принятое в отечественной военно-морской терминологии, является не вполне удачным. Большая часть кораблей, традиционно включаемая в разряд лидеров, не предназначалась для лидирования эсминцев. В этой связи, принятый в западной литературе термин «суперэсминец» в гораздо большей степени отражает суть этого явления.
Опыт боевого применения показал, что ни в Первой, ни во Второй мировой войнах лидерам не пришлось выводить эсминцы в атаку. Более того, не имея подавляющего преимущества над эсминцами, лидер вероятно и не мог этого сделать. Не случайно в качестве лидеров торпедно-артиллерийских кораблей неоднократно выступали лёгкие крейсера. Например, лидером эскадры французских контр-миноносцев был лёгкий крейсер «Эмиль Бертин», радикально превосходивший своих подопечных по огневой мощи.
Ещё одной проблемой был промежуточный статус лидеров. С одной стороны, постоянный рост водоизмещения и боевой мощи эсминцев приводил к тому, что уже построенный лидер терял свои преимущества и становился «обычным» эсминцем. С другой, попытки создать лидер на новом качественном уровне приводили к тому, что получался корабль, имевший лёгкое бронирование и явное преимущество в огневой мощи, такой, как голландский «Тромп». Но подобная боевая единица уже имела солидное водоизмещение и автоматически рассматривалась моряками не как лидер эсминцев, но как весьма слабый крейсер и вызывала желание строить полноценные крейсера.
Главной же причиной исчезновения лидеров из классификации боевых кораблей стало изменение самого характера морской войны. Бои между надводными силами постепенно теряли своё значение, торпедные атаки эсминцев стали редкостью и скорее результатом удачного стечения обстоятельств. Класс эскадренных миноносцев превратился прежде всего в эскортные корабли ПВО и ПЛО, а таким эсминцам лидеры уже были не нужны.

## Комментарии
1. ↑  В отечественной литературе принято указывать калибр торпед 457 мм, но реально он составлял 17,7" — 450 мм. См. Campbell J. Naval weapons of World War Two. P. 83
2. ↑  Также известны как тип «Паркер».
3. ↑  «Инглфилд» — пятитрубные
4. ↑  Также известны как тип «Шакал».
5. ↑  Также известны как тип «Гепард».
6. ↑  Также известны как тип «Кассар».
7. ↑  Также известны как тип «Ле Террибль».

## Использованная литература и источники
1. ↑  Военно-морской словарь. — М.: Военное издательство, 1990. — С. 223. — ISBN 5-203-00174-X.
2. 1 2 3  Кофман В. Л. Лидеры типа «Могадор» // Морская коллекция. — 2008. — № 8. — С. 2.
3. 1 2  Friedman N. The U. S. Destroyers: An Illustrated Design History. — Annapolis, Maryland, U.S.A.: Naval Institute Press, 1982. — P. 293. — ISBN 978-087021-733-X.
4. 1 2  Osborne E. W. Destroyers. An illustrated history of their impact. — Santa Barbara, California, USA: ABC-CLIO Inc, 2005. — P. 31. — ISBN 1-85109-479-5.
5. ↑  Платонов А. В. Советские миноносцы. Ч.1. — СПб.: Галея-Принт, 2003. — С. 6—7. — ISBN 5-8172-0078-3.
6. ↑  Трубицин С. А. Эскадренные миноносцы и миноносцы Германии (1871—1918 гг.). — СПб., 2000. — С. 27.
7. ↑  Трубицин С. А. Эскадренные миноносцы и миноносцы Германии (1871—1918 гг.). — С. 27—30.
8. ↑  Osborne E. W. Destroyers. An illustrated history of their impact. — P. 39—47.
9. ↑  Несоленый С. В. Миноносцы Первой эскадры флота Тихого океана в русско-японской войне. — СПб.: Истфлот, 2009. — С. 82. — ISBN 978-5-98830-031-1.
10. ↑  Качур П. И., Морин А. Б. Лидеры эскадренных миноносцев ВМФ СССР. — СПб.: Остров, 2003. — С. 15. — ISBN 5-94500-19-1.
11. ↑  Донец А. И. Прямые потомки скаутов. Крейсера типа C. — М.: Военная книга, 2005. — С. 3—4. — ISBN 5-902803-06-6.
12. ↑  Conway’s All the World’s Fighting Ships, 1860—1905. — London: Conway Maritime Press, 1979. — P. 84—85. — ISBN 0-85177-133-5.
13. ↑  Conway’s All the World’s Fighting Ships, 1906—1921. — London: Conway Maritime Press, 1986. — P. 50. — ISBN 0-85177-245-5.
14. ↑  Conway’s All the World’s Fighting Ships, 1906—1921. — P. 53.
15. ↑  Conway’s All the World’s Fighting Ships, 1860—1905. — P. 99—100.
16. ↑  Conway’s All the World’s Fighting Ships, 1906—1921. — P. 71—72, 75-76.
17. ↑  Донец А. И. Прямые потомки скаутов. Крейсера типа C. — С. 6.
18. ↑  Conway’s All the World’s Fighting Ships, 1906—1921. — P. 263.
19. ↑  Conway’s All the World’s Fighting Ships, 1906—1921. — P. 336.
20. ↑  Conway’s All the World’s Fighting Ships, 1860—1905. — P. 155.
21. 1 2  Донец А. И. Прямые потомки скаутов. Крейсера типа C. — С. 7.
22. 1 2 3  Conway’s All the World’s Fighting Ships, 1906—1921. — P. 73.
23. ↑  Preston A. The World’s Worst Warships. — London: Conway Maritime Press, 2002. — P. 56. — ISBN 0-85177-754-6.
24. ↑  Preston A. The World's Worst Warships. — P. 59—60.
25. ↑  Osborne E. W. Destroyers. An illustrated history of their impact. — P. 49.
26. 1 2  Conway’s All the World’s Fighting Ships, 1906—1921. — P. 77.
27. 1 2  Conway’s All the World’s Fighting Ships, 1906—1921. — P. 82—80.
28. 1 2  Conway’s All the World’s Fighting Ships, 1906—1921. — P. 78.
29. 1 2  Conway’s All the World’s Fighting Ships, 1906—1921. — P. 82.
30. ↑  Conway’s All the World’s Fighting Ships, 1906—1921. — P. 83—84.
31. ↑  Conway’s All the World’s Fighting Ships, 1906—1921. — P. 82—83.
32. ↑  Марч 3, 2013, с. 56.
33. ↑  Conway’s All the World’s Fighting Ships, 1906—1921. — P. 83.
34. ↑  Марч 3, 2013, с. 64.
35. ↑  Fraccaroli A. Italian Warships of World War 1. — London: Ian Allan, 1970. — P. 49.
36. 1 2  Патянин С. В. Легкие скауты типа «Леоне» // Морская компания. — 2010. — № 6. — С. 24.
37. 1 2 3 4  Conway’s All the World’s Fighting Ships, 1906—1921. — P. 265.
38. 1 2 3  Патянин С. В. Легкие скауты типа «Леоне». — С. 25.
39. 1 2  Conway’s All the World’s Fighting Ships, 1906—1921. — P. 266.
40. ↑  Чернышев А. А. «Новики». Лучшие эсминцы российского императорского флота. — М.: Яуза, Коллекция, ЭКСМО, 2007. — С. 44. — ISBN 978-5-699-23164-5.
41. ↑  Чернышев А. А. «Новики». Лучшие эсминцы российского императорского флота. — С. 95—100.
42. ↑  Чернышев А. А. «Новики». Лучшие эсминцы российского императорского флота. — С. 54.
43. ↑  Чернышев А. А. «Новики». Лучшие эсминцы российского императорского флота. — С. 60.
44. ↑  Чернышев А. А. «Новики». Лучшие эсминцы российского императорского флота. — С. 33.
45. ↑  Чернышев А. А. «Новики». Лучшие эсминцы российского императорского флота. — С. 32.
46. ↑  Чернышев А. А. «Новики». Лучшие эсминцы российского императорского флота. — С. 46.
47. ↑  Трубицин С. А. Эскадренные миноносцы и миноносцы Германии (1871—1918 гг.). — С. 95.
48. ↑  Трубицин С. А. Эскадренные миноносцы и миноносцы Германии (1871—1918 гг.). — С. 5.
49. 1 2 3 4  Трубицин С. А. Эскадренные миноносцы и миноносцы Германии (1871-1918 гг.). — С. 69.
50. ↑  Трубицин С. А. Эскадренные миноносцы и миноносцы Германии (1871—1918 гг.). — С. 69—70.
51. ↑  Михайлов А. А. Лёгкие крейсера Японии. 1917—1945 гг. — СПб.: Истфлот, 2005. — С. 3.
52. ↑  Lacroix E., Linton W. Japanese cruisers of the Pacific War. — Annapolis, Maryland: Naval Institute Press, 1997. — P. 20. — ISBN 1-86176-058-2.
53. ↑  Патянин С. В., Дашьян А. В. и др. Крейсера Второй мировой. Охотники и защитники. — С. 323.
54. ↑  Чернышев А. А. «Новики». Лучшие эсминцы российского императорского флота. — С. 71.
55. ↑  Патянин С. В., Дашьян А. В. и др. Крейсера Второй мировой. Охотники и защитники. — С. 324.
56. ↑  Апальков Ю. В. Боевые корабли японского флота. Крейсера. 10.1918-8.1945. — СПб.: Галея-Принт, 1998. — С. 65. — ISBN 5-8172-0001-5.
57. 1 2  Платонов А. В. Советские миноносцы. Ч.1. — С. 11.
58. ↑  Вильсон Х. Линкоры в бою 1914-1918 гг. — М.: ЭКСМО, 2002. — С. 40. — ISBN 5-946610-16-3.
59. ↑  Osborne E. W. Destroyers. An illustrated history of their impact. — P. 80—81.
60. ↑  Дашьян А. В., Морозов М. Э. Британские эсминцы в бою. Боевая деятельность британских эскадренных миноносцев в мировых войнах XX века. Ч.2. — М.: ЧеРо, 1997. — С. 3.
61. ↑  Рубанов О. А. Эскадренные миноносцы Англии во Второй мировой войне. Ч.1. — СПб., 2004. — С. 24.
62. ↑  Дашьян А. В., Морозов М. Э. Британские эсминцы в бою. Боевая деятельность британских эскадренных миноносцев в мировых войнах XX века. Ч.2. — С. 4.
63. ↑  Дашьян А. В., Морозов М. Э. Британские эсминцы в бою. Боевая деятельность британских эскадренных миноносцев в мировых войнах XX века. Ч.2. — С. 5.
64. ↑  Дашьян А. В., Морозов М. Э. Британские эсминцы в бою. Боевая деятельность британских эскадренных миноносцев в мировых войнах XX века. Ч.2. — С. 9.
65. ↑  Дашьян А. В., Морозов М. Э. Британские эсминцы в бою. Боевая деятельность британских эскадренных миноносцев в мировых войнах XX века. Ч.2. — С. 11.
66. ↑  Рубанов О. А. Эскадренные миноносцы Англии во Второй мировой войне. Ч.1. — С. 30.
67. 1 2  Рубанов О. А. Эскадренные миноносцы Англии во Второй мировой войне. Ч.1. — С. 35.
68. 1 2  Рубанов О. А. Эскадренные миноносцы Англии во Второй мировой войне. Ч.1. — С. 39.
69. 1 2  Рубанов О. А. Эскадренные миноносцы Англии во Второй мировой войне. Ч.1. — С. 46.
70. ↑  Патянин С. В. Эсминцы типа «Трайбл» // Морская коллекция. — 2002. — № 1. — С. 2.
71. ↑  Hodges P. Tribal Class Destroyers. — London: Almark Publishing Co. Ltd, 1971. — P. 6—7. — ISBN 0-85524-046-6.
72. ↑  Патянин С. В. Эсминцы типа «Трайбл». — С. 5.
73. ↑  Рубанов О. А. Эскадренные миноносцы Англии во Второй мировой войне. Ч.1. — С. 63.
74. ↑  Conway’s All the World’s Fighting Ships, 1922—1946. — P. 38.
75. ↑  Рубанов О. А. Эскадренные миноносцы Англии во Второй мировой войне. Ч.1. — С. 23.
76. ↑  Conway’s All the World’s Fighting Ships, 1922—1946. — P. 39.
77. ↑  Conway’s All the World’s Fighting Ships, 1922—1946. — P. 40.
78. ↑  Osborne E. W. Destroyers. An illustrated history of their impact. — P. 72.
79. ↑  Lassaque J. Les CT de 2800 tonnes du type Le Fantasque. — Nantes: Marines edition, 1998. — P. 8. — ISBN 2-909675-44-0.
80. ↑  Le Masson H. Navies of the Second World War. The French navy. V.1. — London: Macdonald, 1969. — P. 5. — ISBN 0-356-02834-2.
81. ↑  Osborne E. W. Destroyers. An illustrated history of their impact. — P. 75.
82. ↑  Lassaque J. Les CT de 2800 tonnes du type Le Fantasque. — P. 9.
83. 1 2  Le Masson H. Navies of the Second World War. The French navy. V.1. — P. 36.
84. ↑  Le Masson H. Navies of the Second World War. The French navy. V.1. — P. 9.
85. ↑  Патянин С. В. Лидеры, эскадренные миноносцы и миноносцы Франции во Второй мировой войне. — СПб., 2003. — С. 5—6.
86. ↑  Патянин С. В. Лидеры, эскадренные миноносцы и миноносцы Франции во Второй мировой войне. — С. 12.
87. ↑  Campbell J. Naval weapons of World War Two. — Annapolis, Maryland: Naval Institute Press, 1985. — P. 302. — ISBN 0-87021-459-4.
88. ↑  Патянин С. В. Лидеры, эскадренные миноносцы и миноносцы Франции во Второй мировой войне. — С. 6.
89. 1 2  Патянин С. В. Лидеры, эскадренные миноносцы и миноносцы Франции во Второй мировой войне. — С. 19.
90. 1 2  Campbell J. Naval weapons of World War Two. — P. 298.
91. ↑  Le Masson H. Navies of the Second World War. The French navy. V.1. — P. 10.
92. ↑  Патянин С. В. Лидеры, эскадренные миноносцы и миноносцы Франции во Второй мировой войне. — С. 23.
93. ↑  Патянин С. В. Лидеры, эскадренные миноносцы и миноносцы Франции во Второй мировой войне. — С. 24.
94. ↑  Патянин С. В. Лидеры, эскадренные миноносцы и миноносцы Франции во Второй мировой войне. — С. 28.
95. ↑  Патянин С. В. Лидеры, эскадренные миноносцы и миноносцы Франции во Второй мировой войне. — С. 31.
96. ↑  Lassaque J. Les CT de 2800 tonnes du type Le Fantasque. — P. 111.
97. ↑  Campbell J. Naval weapons of World War Two. — P. 296.
98. ↑  Lassaque J. Les CT de 2800 tonnes du type Le Fantasque. — P. 114.
99. ↑  Патянин С. В. Лидеры, эскадренные миноносцы и миноносцы Франции во Второй мировой войне. — С. 32.
100. ↑  Osborne E. W. Destroyers. An illustrated history of their impact. — P. 83.
101. ↑  Кофман В. Л. Лидеры типа «Могадор». — С. 3.
102. ↑  Кофман В. Л. Лидеры типа «Могадор». — С. 6.
103. ↑  Кофман В. Л. Лидеры типа «Могадор». — С. 31.
104. ↑  Le Masson H. Navies of the Second World War. The French navy. V.1. — P. 120.
105. ↑  Lassaque J. Les CT de 2800 tonnes du type Le Fantasque. — P. 102.
106. ↑  Патянин С. В. Лидеры, эскадренные миноносцы и миноносцы Франции во Второй мировой войне. — С. 15.
107. ↑  French warships of the World War II. — London: Ian Allan, 1971. — P. 52.
108. ↑  Le Masson H. Navies of the Second World War. The French navy. V.1. — P. 110.
109. ↑  French warships of the World War II. — P. 53.
110. 1 2 3  Le Masson H. Navies of the Second World War. The French navy. V.1. — P. 113.
111. ↑  French warships of the World War II. — P. 55.
112. ↑  French warships of the World War II. — P. 55—56.
113. ↑  French warships of the World War II. — P. 57.
114. ↑  Le Masson H. Navies of the Second World War. The French navy. V.1. — P. 116.
115. ↑  French warships of the World War II. — P. 60.
116. ↑  Le Masson H. Navies of the Second World War. The French navy. V.1. — P. 119.
117. ↑  Conway’s All the World’s Fighting Ships, 1906—1921. — P. 267.
118. ↑  Патянин С. В. Легкие скауты типа «Леоне». — С. 41.
119. ↑  Conway’s All the World’s Fighting Ships, 1922—1946. — London: Conway Maritime Press, 1980. — P. 299. — ISBN 0-85177-146-7.
120. ↑  Пахмурин Ю. Эскадренные миноносцы типа «Навигатори» // Морская коллекция. — 2010. — № 9. — С. 2.
121. ↑  Пахмурин Ю. Эскадренные миноносцы типа «Навигатори». — С. 4.
122. ↑  Трубицин С. А. Эскадренные миноносцы типа «Навигатори». — СПб., 2002. — С. 9.
123. ↑  Трубицин С. А. Эскадренные миноносцы типа «Навигатори». — С. 4.
124. ↑  Патянин С. В., Дашьян А. В. и др. Крейсера Второй мировой. Охотники и защитники. — М.: Коллекция, Яуза, ЭКСМО, 2007. — С. 151. — ISBN 5-69919-130-5.
125. ↑  Патянин С. В., Дашьян А. В. и др. Крейсера Второй мировой. Охотники и защитники. — С. 168—169.
126. ↑  Патянин С. В. Лёгкие скауты типа  «Леоне» // Морская компания. — 2010. — № 6. — С. 34.
127. ↑  Пахмурин Ю. Эскадренные миноносцы типа «Навигатори». — С. 9.
128. ↑  Патянин С. В., Дашьян А. В. и др. Крейсера Второй мировой. Охотники и защитники. — С. 166.
129. ↑  Friedman N. The U. S. Destroyers: An Illustrated Design History. — P. 75.
130. ↑  Friedman N. The U. S. Destroyers: An Illustrated Design History. — P. 76.
131. 1 2  Friedman N. The U. S. Destroyers: An Illustrated Design History. — P. 77.
132. ↑  Osborne E. W. Destroyers. An illustrated history of their impact. — P. 70.
133. 1 2  Friedman N. The U. S. Destroyers: An Illustrated Design History. — P. 79.
134. ↑  Adcock A. U. S. Destroyers in acton. Part 2. — Carrollton, Texas: Squadron/Signal Publicashions, Inc, 2004. — P. 15. — ISBN 0-89747-467-8.
135. ↑  McComb D. U. S. Destroyers 1934-1935. Pre-war classes. — Oxford: Osprey Publishing Ltd, 2010. — P. 13. — ISBN 978-1-84908-252-5.
136. 1 2  Friedman N. The U. S. Destroyers: An Illustrated Design History. — P. 84.
137. 1 2  Conway’s All the World’s Fighting Ships, 1922—1946. — P. 125.
138. 1 2  Friedman N. The U. S. Destroyers: An Illustrated Design History. — P. 86.
139. ↑  Friedman N. The U. S. Destroyers: An Illustrated Design History. — P. 84—86.
140. ↑  Conway’s All the World’s Fighting Ships, 1922—1946. — P. 127.
141. ↑  Friedman N. The U. S. Destroyers: An Illustrated Design History. — P. 109.
142. ↑  Дашьян А. В., Патянин С. В., и др. Флоты Второй мировой. — М.: Коллекция, Яуза, ЭКСМО, 2009. — С. 291. — ISBN 978-5-699-33872-6.
143. ↑  Дашьян А. В., Патянин С. В., и др. Флоты Второй мировой. — С. 294.
144. ↑  Платонов А. В. Советские миноносцы. Ч.1. — С. 19.
145. 1 2  Качур П. И. «Гончие псы» Красного флота. «Ташкент», «Баку», «Ленинград». — М.: Яуза; Коллекция; ЭКСМО, 2008. — С. 9. — ISBN 978-5-699-31614-4.
146. ↑  Качур П. И. «Гончие псы» Красного флота. «Ташкент», «Баку», «Ленинград». — С. 13.
147. ↑  Качур П. И. «Гончие псы» Красного флота. «Ташкент», «Баку», «Ленинград». — С. 23.
148. ↑  Платонов А. В. Советские миноносцы. Ч.1. — С. 22.
149. ↑  Платонов А. В. Советские миноносцы. Ч.1. — С. 24.
150. 1 2  Качур П. И. «Гончие псы» Красного флота. «Ташкент», «Баку», «Ленинград». — С. 30.
151. ↑  Качур П. И. «Гончие псы» Красного флота. «Ташкент», «Баку», «Ленинград». — С. 43.
152. ↑  Качур П. И. «Гончие псы» Красного флота. «Ташкент», «Баку», «Ленинград». — С. 138—139.
153. ↑  Афонин Н. Н. Лидер «Ташкент» // Мидель-шапангоут. — 2008. — № 15. — С. 8.
154. ↑  Балакин С. А. «Сталинская серия» // Моделист-Конструктор. — 2001. — № 10. — С. 39.
155. ↑  Качур П. И. «Гончие псы» Красного флота. «Ташкент», «Баку», «Ленинград». — С. 14—15.
156. ↑  Дашьян А. В., Патянин С. В., и др. Флоты Второй мировой. — С. 220.
157. 1 2  Платонов А. В. Советские миноносцы. Ч.1. — С. 66.
158. ↑  Литинский Д. Ю. Суперэсминцы советского флота. — Специальный выпуск альманаха «Тайфун». — С. 11.
159. ↑  Платонов А. В. Советские миноносцы. Ч.1. — С. 66, 69.
160. ↑  Литинский Д. Ю. Суперэсминцы советского флота. — С. 12.
161. ↑  Литинский Д. Ю. Суперэсминцы советского флота. — С. 13—14.
162. 1 2 3  Качур П. И., Морин А. Б. Лидеры эскадренных миноносцев ВМФ СССР. — С. 39.
163. ↑  Платонов А. В. Советские миноносцы. Ч.1. — С. 68.
164. 1 2  Патянин С. В., Морозов М. Э. Немецкие эсминцы Второй мировой. Демоны морских сражений. — М.: Яуза; Коллекция; ЭКСМО, 2007. — С. 146. — ISBN 978-5-699-245368-6.
165. 1 2  Патянин С. В., Морозов М. Э. Немецкие эсминцы Второй мировой. Демоны морских сражений. — С. 147.
166. ↑  Патянин С. В., Морозов М. Э. Немецкие эсминцы Второй мировой. Демоны морских сражений. — С. 10.
167. 1 2 3  Патянин С. В., Морозов М. Э. Немецкие эсминцы Второй мировой. Демоны морских сражений. — С. 8.
168. ↑  Патянин С. В., Морозов М. Э. Немецкие эсминцы Второй мировой. Демоны морских сражений. — С. 28.
169. ↑  Патянин С. В., Морозов М. Э. Немецкие эсминцы Второй мировой. Демоны морских сражений. — С. 29.
170. ↑  Патянин С. В., Морозов М. Э, Нагирняк В. А. Кригсмарине. Военно-морской флот Третьего рейха. — М.: Яуза; Коллекция; ЭКСМО, 2009. — С. 77. — ISBN 978-5-699-29857-0.
171. ↑  Патянин С. В., Морозов М. Э, Нагирняк В. А. Кригсмарине. Военно-морской флот Третьего рейха. — С. 72.
172. ↑  Патянин С. В., Морозов М. Э, Нагирняк В. А. Кригсмарине. Военно-морской флот Третьего рейха. — С. 76.
173. 1 2 3 4  Балакин С. А. «Разорители» и «Уничтожители» // Моделист-Конструктор. — 2001. — № 12. — С. 28.
174. ↑  Conway’s All the World’s Fighting Ships, 1922—1946. — P. 357.
175. ↑  Conway’s All the World’s Fighting Ships, 1947—1995. — Annapolis, Maryland, U.S.A.: Naval Institute Press, 1996. — С. 643. — ISBN 978-155-75013-25.
176. ↑  Дашьян А. В., Патянин С. В., и др. Флоты Второй мировой. — С. 489.
177. ↑  Conway’s All the World’s Fighting Ships, 1922—1946. — P. 349.
178. ↑  Балакин С. А. «Разорители» и «Уничтожители». — С. 29.
179. 1 2  Донец А. И. Голландские крейсера Второй мировой войны. — Новороссийск: Пьедестал, 2000. — С. 30.
180. ↑  Донец А. И. Голландские крейсера Второй мировой войны. — Новороссийск: Пьедестал, 2000. — С. 33.
181. 1 2  Донец А. И. Голландские крейсера Второй мировой войны. — Новороссийск: Пьедестал, 2000. — С. 31.
182. 1 2  Донец А. И. Голландские крейсера Второй мировой войны. — Новороссийск: Пьедестал, 2000. — С. 73.
183. ↑  Дашьян А. В., Патянин С. В., и др. Флоты Второй мировой. — С. 547.
184. ↑  Дашьян А. В., Патянин С. В., и др. Флоты Второй мировой. — С. 490.
185. ↑  Патянин С. В., Дашьян А. В. и др. Крейсера Второй мировой. Охотники и защитники. — С. 179.
186. ↑  Литинский Д. Ю. Суперэсминцы советского флота. — С. 30.
187. ↑  Платонов А. В. Энциклопедия советских надводных кораблей, 1941—1945 / А. В. Платонов. — СПб.: Полигон, 2002. — С. 130—143. — 5000 экз. — ISBN 5-89173-178-9.
188. ↑  Патянин С. В., Морозов М. Э. Немецкие эсминцы Второй мировой. Демоны морских сражений. — С. 148.
189. ↑  Патянин С. В., Морозов М. Э. Немецкие эсминцы Второй мировой. Демоны морских сражений. — С. 110—113.
190. 1 2  Платонов А. В. Советские миноносцы. Ч.2. — СПб.: Галея-Принт, 2003. — С. 3. — ISBN 5-8172-0078-3.
191. ↑  Conway’s All the World’s Fighting Ships, 1947—1995. — С. 544.
192. ↑  Osborne E. W. Destroyers. An illustrated history of their impact. — P. 130.
193. ↑  Conway’s All the World’s Fighting Ships, 1947—1995. — С. 547.
194. 1 2  Conway’s All the World’s Fighting Ships, 1947—1995. — С. 551.
195. ↑  Платонов А. В. Советские миноносцы. Ч.1. — С. 76.
196. ↑  Патянин С. В., Дашьян А. В. и др. Крейсера Второй мировой. Охотники и защитники. — С. 276.
197. ↑  Донец А. И. Голландские крейсера Второй мировой войны. — Новороссийск: Пьедестал, 2000. — С. 41.